# M4中戦車
M4中戦車（M4ちゅうせんしゃ、Medium Tank M4）は、第二次世界大戦時にアメリカ合衆国で開発・製造された中戦車（30トン級）。通称はシャーマン （Sherman）。高い機動力と火力を誇るアメリカの代表的な戦車である。

## 開発経緯
第二次世界大戦が勃発した1939年、アメリカ陸軍は戦車保有数が少なく、唯一の中戦車M2中戦車も時代遅れで、陸上戦力には不安があった。これは、アメリカがヨーロッパから大西洋を隔てていた事や、当初は中立的な立場（孤立主義）を採っていた事にも起因するが、ナチス・ドイツにより欧州の連合国が次々と陥落し、さらに東南アジアに進出した日本との関係悪化などから、1940年頃には連合各国へのレンドリース法を適用した支援やアメリカ自身の参戦に備えて、全周旋回砲塔に大型砲を搭載した戦車が必要と認識された。しかし、当時のアメリカでは大直径の砲塔リングを量産できる体制がなかったことから、M4が開発されるまでの繋ぎとして車体に75mm砲搭載のM3中戦車（25トン級）が先行生産された。
その後、M3のシャーシをベースに75mm砲を搭載した大型砲塔を持つ新戦車T6の開発と同時に、航空・自動車産業を中心に生産体制の整備が急ピッチで行われた。1941年10月にM4中戦車として制式採用されたが、鋳造生産能力の不足からT6と同じ鋳造一体構造の上部車体を持つM4A1と鋼板溶接車体のM4とが同時に量産される事になり、M4A1はアメリカ参戦直後の1942年2月から量産が開始され、M4は1942年7月から量産が開始された。

## 車体構成

M4A1、A2、A3 各型の外観の違い

車体前部左右に正操縦席と副操縦席兼前方機関銃座が設けられている。砲塔内には車長・砲手・装填手の3名が搭乗。砲塔上面ハッチは車長用のみ設置されたが、左側に砲手・装填手用ハッチが追加され、車長用ハッチは防弾窓付きキューポラに発展した。左側面に設けられた対歩兵射撃用の開閉式ガンポートは防御力向上のために一時廃止されたが、弾薬搬入や薬莢搬出に便利だったことから短期間で復活している。車体下部には脱出ハッチが設けられている。
初期の圧延装甲溶接車体の前面は避弾経始を考慮して（垂直線から）56度の傾斜が付けられ、操縦席・副操縦士席部分が前方へ張り出した構造になっていたが、後に生産性の向上と車内容積の増加（76mm砲塔や湿式弾薬庫搭載のため）などの目的で、（垂直線から）傾斜角47度の一枚板に変更されており、併せてA1の鋳造車体も含めて操縦士用ハッチの大型化が行われた。これらは一般的に「前期型」「後期型」と呼ばれているが、これらの改良も各生産拠点による差異や現地改修などにより千差万別であり、車体分類なども後世の研究によるもので定まっていない。
- - （垂直線から）56度の傾斜装甲
- - （垂直線から）47度の傾斜装甲

砲架は75㎜砲搭載型の場合は、回転防楯とも呼ばれる搭載砲の仰俯角時に砲と一緒に動く外装防楯と、砲塔に固定される内装防楯からなっており、それぞれが湾曲し重なり合っていた。外装防楯は88.9㎜の装甲厚があり、内装防楯は38.1㎜の厚みがあった。
M4中戦車のターレットリング径は175.3㎝である。
車体図（M4A4）
| 1 – 吊り環 2 – ベンチレーター 3 – 砲塔ハッチ 4 – ペリスコープ 5 – 砲塔ハッチ縁 6 – 椅子 7 – 砲手席 8 – 椅子 9 – 砲塔 10 – エアクリーナー 11 – ラジエーターカバー 12 – エアクリーナーマニホールド 13 – エンジン 14 – 排気管 15 – 誘導輪 | 16 – ウォーターポンプ 17 – ラジエーター 18 – 発電機 19 – 後部プロペラシャフト 20 – 砲塔バスケット 21 – スリップリング 22 – 前部プロペラシャフト 23 – ボギー式サスペンション 24 – 変速機 25 – 駆動輪 26 – 操縦士席 27 – 前部機関銃手席 28 – 75mm砲 29 – 操縦士用ハッチ 30 – M1919A4機関銃 |  |

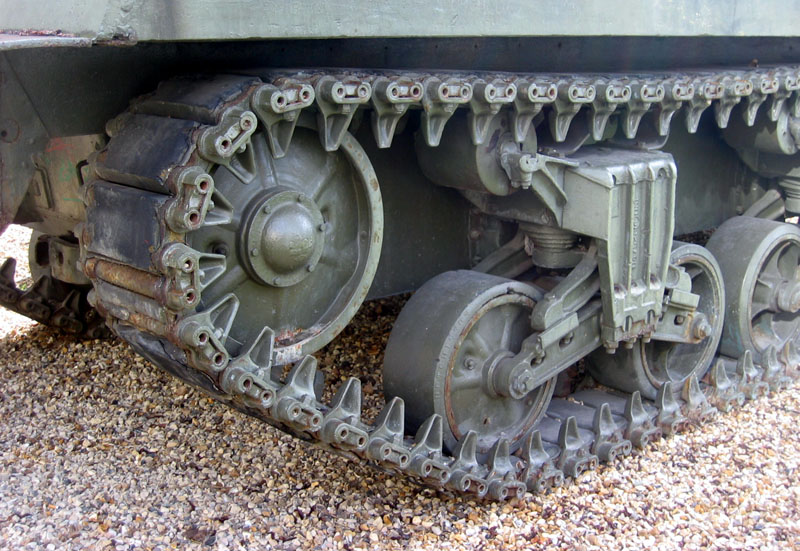
後部誘導輪とVVSS

後部のエンジンからドライブシャフトで最前部の変速機に動力を伝える、M3を踏襲した前輪駆動型式を採用し、航空機用である星型エンジンの使用を前提とした設計のために、エンジンデッキとドライブシャフトの位置が高くなっている。
履帯は、全金属製の物とゴムブロックを含む物とに大別され、さらに滑り止めパターンの形状の違いなどで多くの種類がある。
接地圧は76㎜砲搭載型の場合、従来の42㎝幅の履帯であれば1.04㎏/㎠と高く、砂地や湿地などの軟弱な地形での移動に難があったが、新型サスペンションのHVSS型（後述）に改めたうえ、
履帯も58.4㎝幅に換装したことで0.77㎏/㎠に改善された。
サスペンションは、前期型ではM3と同形式のVVSSが採用されたが、強化対策による重量増加に対応するため、後期型ではより耐久性の高いHVSSが採用された。
無線機は砲塔後部の張り出しに納められていたが、送信機・受信機の両方を備えていたのは指揮官用戦車など全体の四割にすぎず、他は受信機のみであった。全車が送信機も完備するようになったのは1944年後半になってからであった。

## 武装

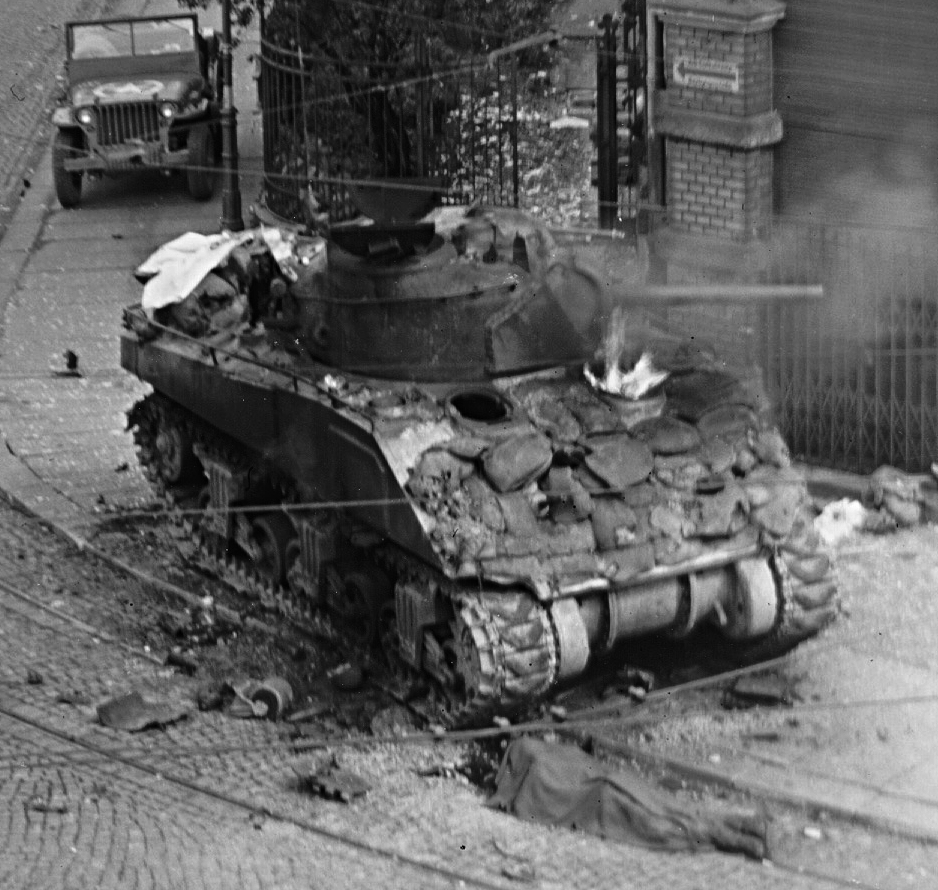
1945年4月18日、ドイツのライプツィヒ市街戦で被弾炎上するM4(75)。主砲防楯は初期の幅の狭い型のまま、車体側面弾薬庫の補助装甲と、砲塔のスタビライザー搭載で肉薄になった部分の補助装甲が確認できる。また車体上には増加装甲代わりの土嚢が積まれている。

主砲は当初75mm戦車砲M3（M61弾で初速619m/s）と105mm榴弾砲M4(M67弾で初速381m/s)の搭載が構想されていたが生産簡略化ため75mm戦車砲M3のみに絞られ、105mm榴弾砲の搭載は後回しにされている。
次いで76mm戦車砲M1（口径3インチ＝76.2mm、M62弾で初速792m/s）を搭載した車輌も生産された。開発自体は1942年から行われていたが、実戦配備は1944年になってからであった。76.2mm砲は75mm砲に比べて装甲貫徹力に優れ、同一距離で比較した場合、平均で25.4㎜向上した。その反面、砲弾が長く搭載数が少なくなったこと（71発）、発射時の砲煙が多いこと、榴弾の炸薬量が75mm砲より少ないなどの欠点もあることから、それぞれの砲を搭載した車輌が並行生産された。大型化した76.2mm用砲塔は、75mm用砲塔と共通の砲塔リングであるが、前期型車体では搭載スペースが不十分なため、前面装甲板の一体化などで車内容積が増えた後期改良型車体にのみ載せられていた。砲身を含むと全長が7.47メートルとなる。
当初、75mm砲型と平行して生産することを構想されていた105mm砲型は、生産簡略化及び砲架の不具合などの理由により、その生産開始は1944年となった。この搭載された105mm砲は、105mm榴弾砲M2を車載用に改造したものであり、105mm榴弾砲M4と呼ばれた。使用弾薬には、榴弾であるM1や発煙弾のM84の他、対戦車戦闘用の成形炸薬弾のM67などがある。（この成形炸薬弾は距離にかかわらず、約100mmの垂直装甲板を貫通する性能があった）このタイプの欠点として、弾薬のサイズが車内の広さに対し少々過大気味であり、装弾数も76.2mm砲搭載型よりも少なかった。
イギリス軍では75mm砲搭載型を無記号、76.2mm砲型をA、105mm砲型をB、17ポンド砲型をCと分類していた。シャーマンICは、シャーマンI(M4)ベースのファイアフライ、シャーマンIIIAはM4A2ベースの76.2mm砲型ということになる。また、イスラエル国防軍では、車体に関係なく搭載火砲の種別のみで、M1、M3、M4と分類していた（これはM50/M51スーパーシャーマンも同様である）。
| 名称            | 主砲          | 車体                           | エンジン                                  |
| --------------- | ------------- | ------------------------------ | ----------------------------------------- |
| M4(75)          | 75 mm         | 溶接車体                       | コンチネンタルR-975 星型ガソリン          |
| M4(105)         | 105 mm 榴弾砲 | 溶接車体                       | コンチネンタルR-975 星型ガソリン          |
| M4 コンポジット | 75 mm         | 前面が鋳造、後部は溶接         | コンチネンタルR-975 星型ガソリン          |
| M4A1(75)        | 75 mm         | 鋳造車体                       | コンチネンタルR-975 星型ガソリン          |
| M4A1(76)W       | 76 mm         | 鋳造車体                       | コンチネンタルR-975 星型ガソリン          |
| M4A2(75)        | 75 mm         | 溶接車体                       | GM6046 複列12気筒ディーゼル               |
| M4A2(76)W       | 76 mm         | 溶接車体                       | GM6046 複列12気筒ディーゼル               |
| M4A3(75)W       | 75 mm         | 溶接車体                       | フォード GAA V型8気筒ガソリン             |
| M4A3(76)W       | 76 mm         | 溶接車体                       | フォード GAA V型8気筒ガソリン             |
| M4A3(105)W      | 105 mm榴弾砲  | 溶接車体                       | フォード GAA V型8気筒ガソリン             |
| M4A3E2          | 75 mm         | 溶接車体                       | フォード GAA V型8気筒ガソリン             |
| M4A4            | 75 mm         | 溶接車体（延長）               | クライスラー A57 直列6気筒×5 複列ガソリン |
| M4A6            | 75 mm         | 前面が鋳造、後部は溶接（延長） | キャタピラー D200A 星型ディーゼル         |

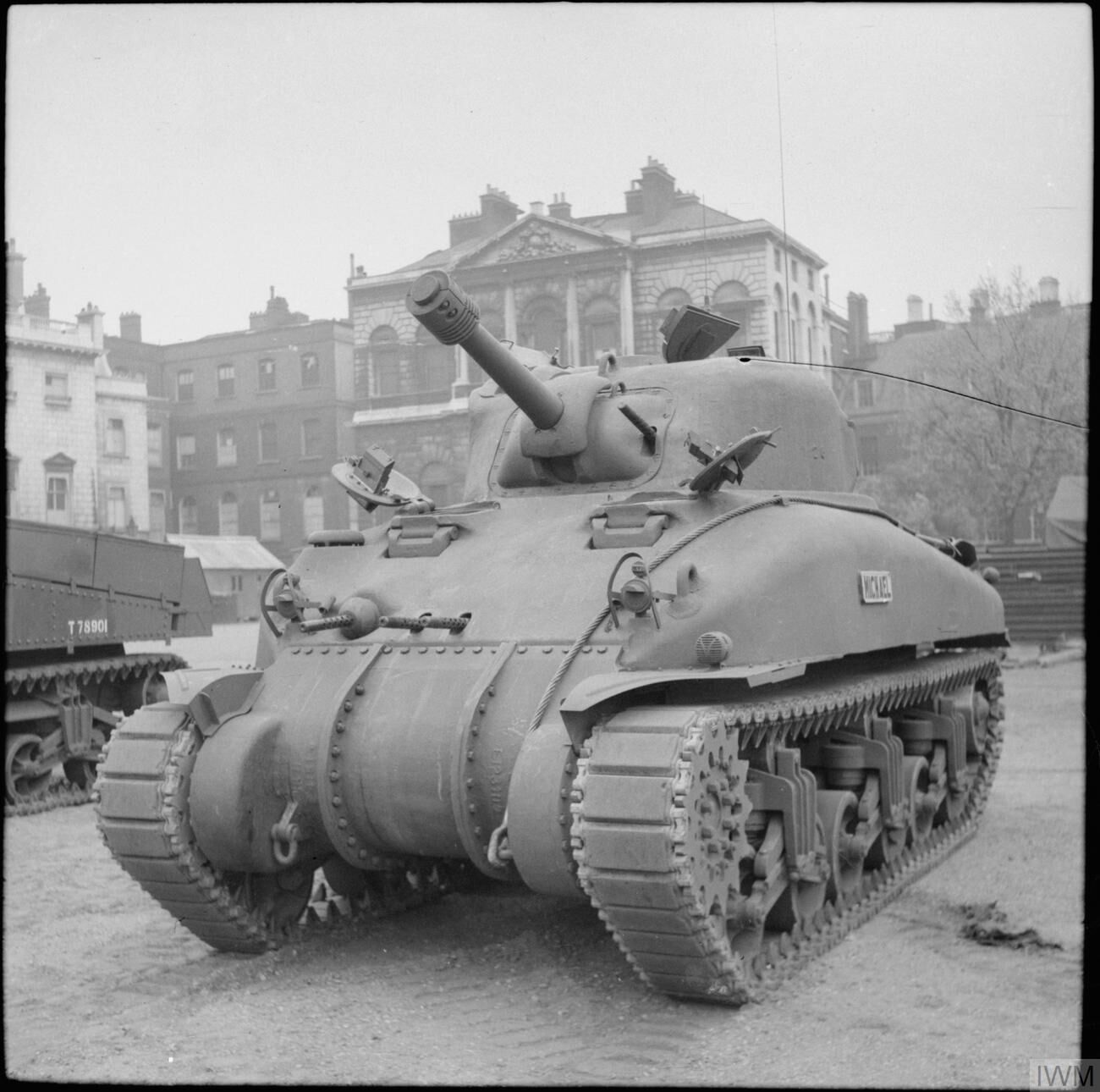
車体前方に固定機銃を搭載した 鋳造車体のM4A1試作型

76mm戦車砲M1がタングステン鋼芯入りの高速徹甲弾（HVAP）M93を用いた場合は、ドイツ軍88mm砲並みの貫徹力（距離914m、30°で135mm）だが砲身寿命が半減する。加えて発射時の反動が大きいため砲口にマズルブレーキが追加された。この砲弾は、1944年8月から前線に支給されるようになったが、月産10,000発しか製造できなかったので、M10駆逐戦車などに優先して供給され、シャーマンへの供給は十分では無く、バルジの戦いの頃においても、シャーマンには常時1～2発程度の支給に留まった。後の朝鮮戦争では十分に供給され、T-34を撃破する威力を見せた。
なお、被帽付徹甲弾であるM62弾を用いた場合は、距離500mで116mm厚の装甲を、1000mでは106mmの装甲を貫通できたが、実戦においてはドイツ軍戦車であるパンターの防楯を打ち抜く場合は180mの距離まで接近する必要性があった。M93弾の場合は730m~910mの距離でパンターの防楯を貫通できた。しかし、いずれも車体正面は貫通不可能であった。
ドイツ軍はパンターなどの自軍戦車の強みである、強力な戦車砲と厚い装甲を活かした長距離での戦闘を望み、戦車兵に1,800ｍから2,000ｍでの戦闘を指示したが、ドイツ軍の想定通りの距離での戦闘とはならず、アメリカ軍がドイツ軍の戦車を撃破した平均距離は893ｍに対しドイツ軍がアメリカ軍の戦車を撃破した距離は946ｍであり、自軍戦車の強みを十分に活かすことはできなかった。これはパンターが関係した戦闘でも同じであり、パンターが直面した平均交戦距離は850ｍで、1,400ｍから1,750ｍのドイツ軍が望んだ長距離での戦闘はわずか5％、それより長い距離の戦闘は殆どなく、結果的に多くのパンターがシャーマンに撃破されて、76.2mm砲と高速徹甲弾はシャーマンの対戦車能力を大きく向上させることとなった。
副武装に、1挺の12.7mm機銃、2挺の7.62mm機銃を搭載する。しかしイギリス軍の車輌では12.7mm機銃を装備していない物が大半である。M4A1とA2の極初期型には、M3中戦車のように車体前方に2挺の7.62mm固定機銃が付いていたが、すぐに廃止された。

## 防御
| 部位         | 距離    | 備考                                                         |
| ------------ | ------- | ------------------------------------------------------------ |
| 防楯         | 100 m   | 戦車が飛翔している徹甲弾に対し30度の角度をとった場合を想定。 |
| 砲塔正面     | 1,000 m | 戦車が飛翔している徹甲弾に対し30度の角度をとった場合を想定。 |
| 車体正面上部 | 0 m     | 戦車が飛翔している徹甲弾に対し30度の角度をとった場合を想定。 |
| 車体正面下部 | 1,300 m | 戦車が飛翔している徹甲弾に対し30度の角度をとった場合を想定。 |

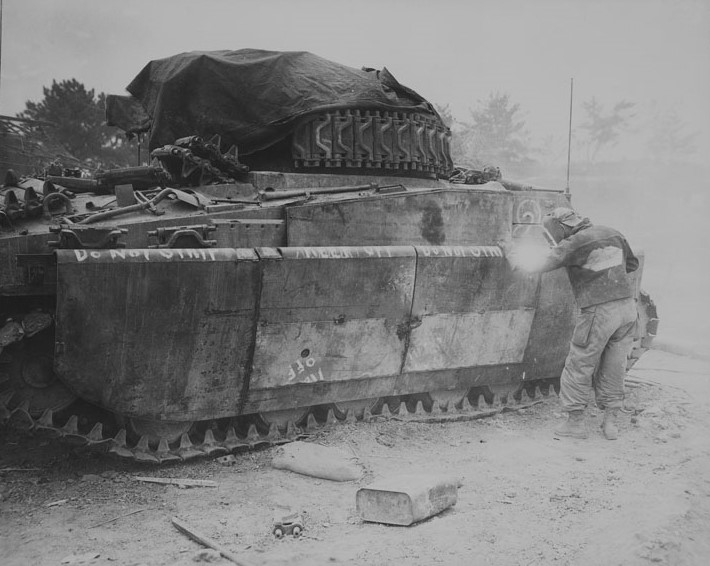
沖縄戦で日本軍の速射砲や爆雷に対抗するため、現地で増加装甲板を溶接される海兵隊のM4A3(75)W、砲塔にも履帯が巻き付けてある

ドイツ軍兵器局が1944年10月5日に作成した資料によると、IV号戦車やIV号突撃砲などに搭載された7.5ｃｍ48口径戦車砲を使用した場合、車体正面下部は1300ｍ、砲塔正面は1000ｍで撃破可能としているものの、車体正面上部(傾斜部分)は貫通不可能であり、防楯(砲身付近)は100ｍ以内に接近しなければ貫通できないと分析している。
また、ティーガーIに搭載された8.8cm56口径戦車砲による、上記と同条件でのM4中戦車に対する有効距離は以下のようになっている。
- 防楯部・・・200 m
- 砲塔正面・・・1000 m
- 車体正面上部・・・0 m
- 車体正面下部・・・2100 m

なお、正面以外はは3500 m以上の距離から有効とされていた。
主砲弾薬庫は前期型車体では左右袖部（スポンソン）に設けられていたため、敵弾貫通時に破れた薬莢から漏れ出た装薬に引火、火災がM4の撃破原因の60-80%という高い割合を占めていた。あまりにM4が激しく炎上するため、アメリカ軍やイギリス軍の戦車兵の中ではM4のことを「ジッポー」や「ロンソン」（いずれも有名なライターのこと）と呼んだり、また敵のドイツ兵は「トミー・クッカー」（トミーはイギリス兵の俗称、クッカーは野戦調理用の固形燃料缶のことで、イギリス兵調理器という揶揄）と呼んでいたという。M4が炎上し易かったのは、ガソリンエンジンを搭載したためという誤解もあるが、実際には前述の通り被弾しやすい位置に弾薬庫があったことが原因であった。
応急対策として、弾薬箱の位置の車体側面に補助装甲板が溶接された。後期改良型車体では全体を不凍液（グリセリン溶液）で満たして引火を防ぐ湿式弾薬庫を床下に設置（湿式弾薬庫搭載型は末尾にWaterの略である「W」が付けられている）されて、火災の発生率は約10-15%と大きく低下した。これにより、前期型車体では装填手が砲塔バスケットのフロアに立っていたのが、後期型車体では床下から砲弾を取り出すのに邪魔な足元のフロアが無くなり、砲塔旋回の際には自力で動いてついていかなくてはならなくなった。また、これとは別に、イギリス軍はシャーマン ファイアフライの改造時にスポンソン上の弾薬箱を撤去し、床上や副操縦席のあった場所に装甲弾薬箱を新設している。
また、前線では予備の履帯や転輪、土嚢を増加装甲代わりに積載したり、コンクリートを厚く塗布するなど、追加防御策が行われている。多くは調達や交換が容易で、パンツァーファウストの成型炸薬弾対策にもなる土嚢が用いられた。しかし、この効果に対しては賛否両論あり、逆に貫徹力を高める間合い（スタンドオフ）を作ってしまうという意見が出る反面、実戦で効果があったと主張する者もいた。パットン将軍は、「軍人の所業らしくない」とこれを嫌って土嚢装甲を禁止し、麾下のアメリカ第3軍では撃破された友軍やドイツ軍の戦車の車体から切り出した鋼板を貼り付けていた。
アメリカ海兵隊においては、太平洋戦線で日本軍の速射砲に側面や後面を狙い打たれて撃破されるM4が続出したこともあり、現地で鉄板やコンクリートや木材など手に入る材料は何でも増加装甲代わりに装着した。
戦後、イスラエル国防軍が独自改良を行ったM50/M51スーパーシャーマンでは、火力はフランス製のAMX-13用75mm砲やAMX-30用105mm砲の装備により一線級を保っていたのに対し、装甲防御力については重量的限界からほとんど対策されないままであった。

## 運用

### 北アフリカ戦線

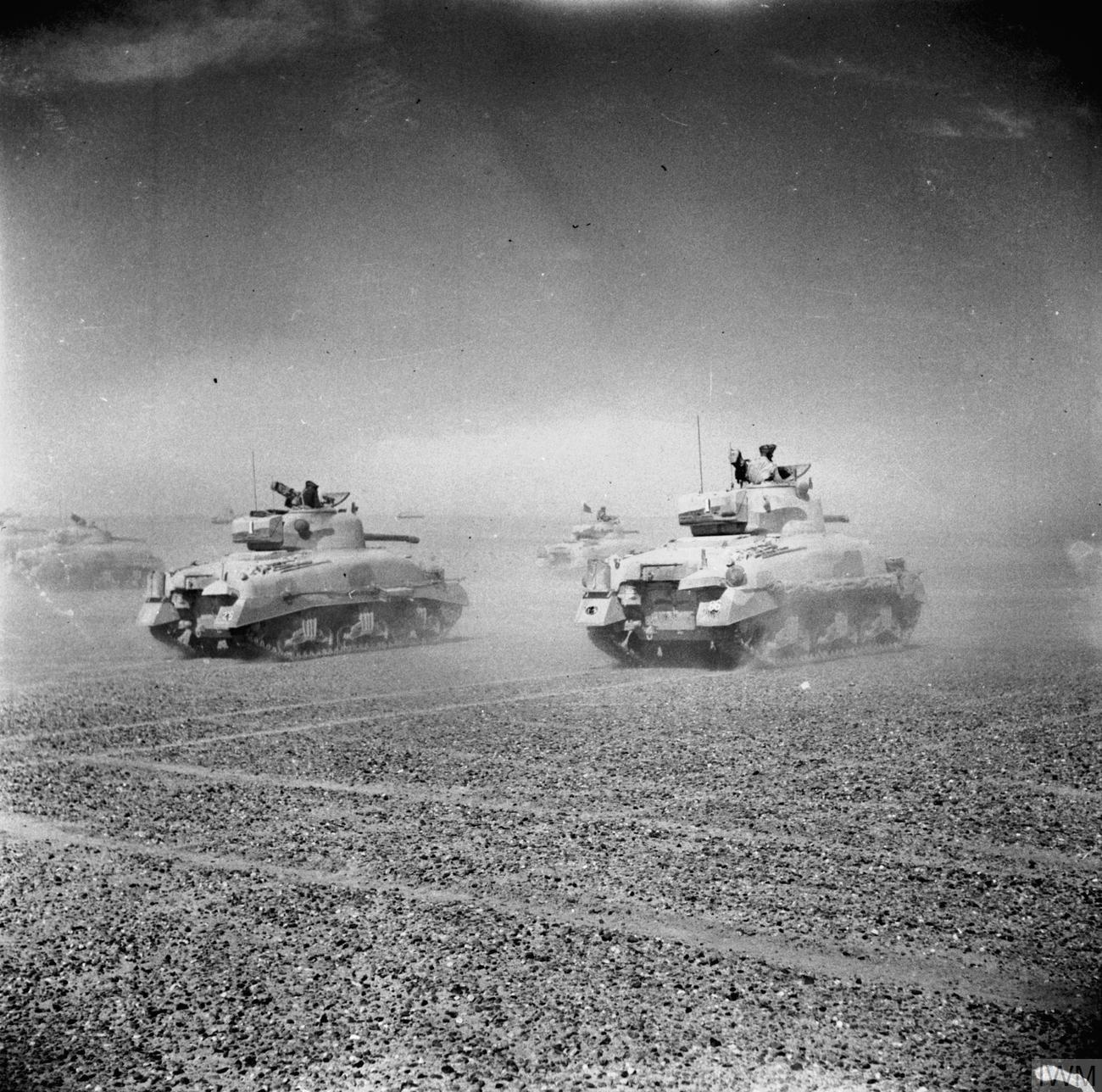
エル・アラメインの戦いに投入されたイギリス軍のシャーマンII（M4A1）

第二次世界大戦の連合国の主力戦車で、アメリカの高い工業力で大量生産された。生産に携わった主要企業は11社にも及び、1945年までに全車種で49,234輌を生産した。各生産拠点に適したエンジン形式や生産方法を採る形で並行生産させたため、多くのバリエーションを持つが、構成部品を統一して互換性を持たせることにより高い信頼性や良好な運用効率が保たれていた。
M4が最初に戦闘に投入されたのは、北アフリカ戦線のエル・アラメインの戦いであった。ガザラの戦いでトブルク要塞を失ったイギリス首相ウィンストン・チャーチルが、アメリカ大統領フランクリン・ルーズベルトに第2回ワシントン会談の席でレンドリースを直談判し実現したものであった。このときにはまだM4の生産が軌道にのったばかりで、完成していた300輌は既にアメリカ軍の戦車師団に配備されていたが、ルーズベルトの政治的判断で、そのM4中戦車300輌をそのままイギリスに供与することとなった。さらにM101 105mm榴弾砲をM4中戦車の車体に搭載したM7自走砲100輌の供与も決定された。ドイツの情報機関もアメリカ製の新型戦車が、輸送艦に搭載されて北アフリカに向かっているという情報を掴んでおり、その性能の分析に躍起となっていたが、その分析資料となったのが、エジプトカイロで入手した南アフリカ軍の雑誌で、その雑誌に掲載されていたクリスマスカードの広告にM4の写真が使われており、ドイツ軍の情報機関はこの写真から主砲の口径などを類推している。
M4中戦車の初陣は1942年10月23日から開始された第二次エル・アラメインの戦いとなった。作戦開始時にイギリス第8軍（司令官：バーナード・モントゴメリー中将）は1,200輌の戦車を有していたが、そのうち500輌がアメリカから供与されたM4とM3中戦車であった。エルアラメインに送られたM4は初期型のM4A1、M4A2であったが、作戦開始早々から猛威を振るい、ドイツアフリカ軍団主力戦車50mm 60口径砲搭載のIII号戦車を圧倒し、これまで散々イギリス軍戦車を苦しめてきた88mm砲も、今までのイギリス軍戦車にはなかった破壊力の75㎜榴弾で次々と撃破していった。
それでもアフリカ装甲軍司令官エルヴィン・ロンメル元帥はM4を“重戦車”と呼んで警戒し、その対策としてドイツ軍の兵器で唯一M4に対抗可能な8.8 cm FlaKをかき集めて、なるべく集中運用して対抗しようとしたが、モントゴメリーは、クルセーダー巡航戦車やバレンタイン歩兵戦車など従来のイギリス軍戦車を先行させ、M4を後方に控えさせて、ドイツ軍が先行しているイギリス製戦車に砲撃を開始すると、上空から偵察しているイギリス空軍偵察機がドイツ軍火点を特定し、M4が2,500mもの長距離から無尽蔵の弾薬で弾幕を張るという対策をとった。この距離では8.8 cm FlaKでもM4の前面装甲を貫通するのは困難であったが、M4の75㎜砲はドイツ軍兵器の全てを撃破することが可能であり、戦車も陣地も歩兵も全て覆滅されていった。こうしてエル・アラメインの勝利の立役者となったM4はドイツ兵にとって恐怖の的となり、これまでロンメルの指揮の下で高い戦意で戦ってきたドイツ兵は、ドイツ軍戦車と比較すると高い砲塔を見る度に戦意を失っていたという。
M4を巧みに運用して勝利を重ねていたイギリス軍に対し、トーチ作戦で北アフリカ戦線に参戦したアメリカ軍は、アメリカ軍戦車兵が戦車戦に不慣れなこともあって苦戦しており、カセリーヌ峠の戦いではドイツ軍がティーガーIを有していたこともあって、M3中戦車、M3軽戦車も含めて183輌の戦車を失っている。その後のアメリカ軍はティーガーIの脅威を知ると共に、ソ連からV号戦車パンターの情報を仕入れていたが、どちらの戦車も接触頻度が稀であったので、少数が配備される重戦車であると誤った認識をして、既に決定していた76.2㎜砲を搭載する以上の対策をとることはなかった。一方で、イギリス軍はM4の対戦車能力向上のため、アメリカ軍の76.2mm砲よりは強力な17ポンド（76.2mm）対戦車砲を搭載したシャーマン ファイアフライの開発を行っている。

### ヨーロッパ戦線

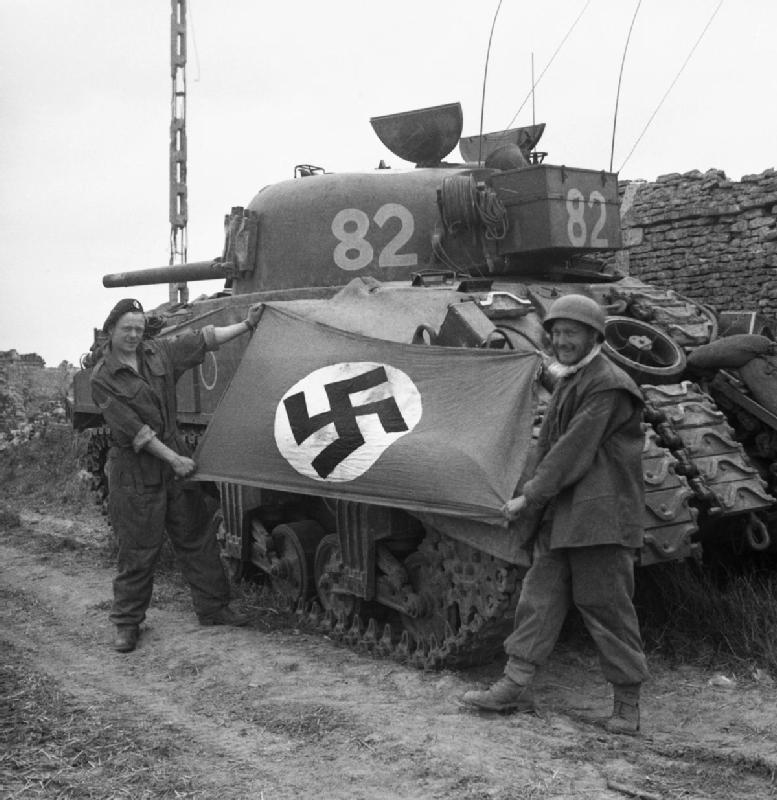
1944年7月10日、ノルマンディーのカーンへの攻撃の際、ハーケンクロイツ旗を鹵獲したイギリス軍第27機甲旅団のシャーマンと戦車兵たち

アメリカ軍の分析とは異なり、ノルマンディー上陸作戦からのフランスでの戦いで、M4とパンターやティーガーIとの交戦頻度は高く、75mm砲搭載型はおろか76.2mm砲搭載型も非力さが明らかになった。東部戦線で経験を積んだ一部のドイツの戦車エースたちの活躍もあって、M4がドイツ軍戦車に一方的に撃破されたという印象も強く、とくにエルンスト・バルクマン親衛隊軍曹はパンターに乗って多数のM4を撃破したとされている。バルクマンの有名な逸話は、1944年7月27日にサン＝ローからクータンセへ続く街道の曲がり角のところで、アメリカ軍のM4隊と交戦し、たった1輌で9輌のM4を撃破してアメリカ軍の進撃を足止めしたとされる、のちに『バルクマンコーナー』と称された活躍談であった。このような一部の限られた活躍談をもって、大戦中のアメリカ軍の証言では、1台のパンターに5台のM4で戦わなければならない、と徹底されていたと主張する者もいるが、それは単に大戦時のアメリカの戦車小隊が5両から編成されているからに過ぎない。また、『バルクマンコーナー』でのバルクマンの活躍談も、歴史研究家で多くの戦車戦記での著作があるスティーヴン・ザロガの調査によれば、アメリカ軍に該当する戦闘記録がないことが判明し、ドイツ軍のプロパガンダではなかったかとの指摘もある。
限られた活躍談での印象とは異なり、M4はパンターを相手にしても善戦している。ノルマンディの戦いにおけるサン マンヴュー ノレの攻防戦では、進撃してきた第12SS装甲師団のパンター12輛を、第2カナダ機甲旅団の9輛のM4シャーマン（一部がシャーマン ファイアフライ）が迎撃し、一方的にパンター7輛を撃破して撃退している。アラクールの戦いにおいては、アメリカ軍第4機甲師団がドイツ軍第5装甲軍に大損害を与えて勝利したが、なかでもクレイトン・エイブラムス中佐率いる第37戦車大隊は多数のパンターを撃破しており、1944年9月19日の戦闘では、巧みに地形を利用したM4シャーマンによって、待ち伏せ攻撃や追撃で11輌ものパンターを撃破して撃退している。第37戦車大隊は、アラクールの戦いで55輌のティーガーIとパンターを撃破して連合軍の勝利に貢献した。
アメリカ軍はパンターやティーガーIへの対策として、新型の高速徹甲弾の生産を強化した。この徹甲弾は、M4戦車隊に十分な量は行き届かなかったが、500mで208mmの垂直鋼板貫通力を示し、76.2mm砲搭載型M4の強力な武器となった。また、M4は信頼性・生産性など工業製品としての完成度は高く、大量の補充と整備性の良さ、高い稼働率によって、高価すぎて且つ複雑な構造のドイツ軍戦車を総合力で圧倒するようになり、ドイツ軍戦車兵が大量の消耗により次第に質が低下していったのに対して、アメリカ軍は熟練した戦車兵が増えて、M4がパンターを圧倒する戦闘も増えている。バルジの戦いにおいて、1944年12月24日に、フレヌーに接近してきた第2装甲師団第2戦車連隊第2戦車中隊のアルフレッドハーゲシェイマー親衛隊大尉とフリッツ・ランガンケ親衛隊少尉が率いる11輌のパンターG型を、第3機甲師団第32機甲旅団D中隊のM4シャーマン2輌が迎えうって、遠距離砲撃で6輌撃破し、2輌を損傷させて一旦撃退している。その後、ハーゲシェイマー隊は残った3輌のパンターで再度フレヌーを目指し、途中で接触したM5軽戦車1輌を撃破したものの、またM4シャーマンからの砲撃で1輌を撃破され、ハーゲシェイマー車も命中弾を受けて損傷している。一旦退却したドイツの戦車エースの1人でもあったランガンケは、命中弾を受けて自身のパンターが損傷していたため、フレヌー付近の森の中のくぼ地に身を潜めていたが、その後、監視任務からフレヌーに無警戒で帰還してきた他の部隊のM4シャーマン4輌を撃破して一矢報いている。翌12月25日にもノヴィルを巡る戦いにおいても、M4シャーマンがわずか45分間の間に、一方的にパンターG型を6輌撃破して、ドイツ軍の攻撃を撃退している。
バルジの戦いにおいて、最初の2週間でM4シャーマンはあらゆる原因によって320輌を喪失していたが、1,085輌が前線にあり、うち980輌が稼働状態とその抜群の信頼性を誇示していたのに対して、投入された415輌のパンターは、2週間で180輌が撃破され、残り235輌もまともに稼働していたのは45％の約100輌といった有様だった。結局は、正面からの撃ち合いではパンターに分があったが、生産性、整備性、耐久力などすべてを比較すると、M4シャーマンの方が優れていたという評価もある。1944年8月から1944年12月のバルジの戦いまでの間の、アメリカ軍の第3機甲師団と第4機甲師団の統計によれば、全98回の戦車戦のなかでパンターとM4シャーマンのみが直接戦った戦闘は29回であったが、その結果は下記の通りであった。
| 攻守 | 交戦数 | 交戦したM4の数 | 撃破されたM4の数 | 交戦したパンターの数 | 撃破したパンターの数 |
| ---- | ------ | -------------- | ---------------- | -------------------- | -------------------- |
| 攻撃 | 9回    | 68輌           | 10輌             | 47輌                 | 13輌                 |
| 防御 | 20回   | 115輌          | 6輌              | 98輌                 | 59輌                 |
| 合計 | 29回   | 183輌          | 16輌             | 145輌                | 72輌                 |

29回を平均して、M4シャーマンの数的優勢は1.2倍に過ぎなかったにもかかわらず、M4シャーマンの有用性はパンターの3.6倍で、特にM4シャーマンが防御に回ったときにはパンターの8.4倍の有用性があったとの評価もあるが、データの数が不十分であり両戦車の性能の差が戦闘にどのような影響を及ぼしたのかを証明するまでには至っていない。
アメリカ軍はドイツ軍とは異なり、戦車の撃破数で賞されることはなかったが、第37戦車大隊大隊長エイブラムスは、自分が搭乗したM4シャーマン『サンダーボルト』でも多数のドイツ軍戦車を撃破し、終戦までに50輌のドイツ軍戦闘車両を撃破している。またラファイエット・G・プール准尉も、M4を3輌乗り換えながら、兵員1,000名殺害、捕虜250名確保、戦車12輌を含む戦闘車両258輌撃破の戦果を挙げている。
また、イギリス、カナダ、オーストラリアなどイギリス連邦加盟国のほか、ソビエト連邦に4,000輌以上、自由フランス軍やポーランド亡命政府軍にもレンドリースされた。カナダ軍ではシドニー・ヴァルピー・ラドリー＝ウォルターズ少佐がM4にて18輌のドイツ軍戦車と多数の戦闘車両を撃破して、第二次世界大戦における連合軍戦車エースの1人となったが、ウォルターズが撃破した戦車のなかには、ドイツの戦車エース・ミハエル・ヴィットマンの乗るティーガーIも含まれていたとも言われている。
「M4の75mm砲は理想の武器」「敵重戦車も76mm砲で撃破できる」とするAGF（Army Ground Force/陸軍地上軍管理本部）の判断はM26パーシングの配備を遅らせ、終戦まで連合国軍の主力戦車として活躍した。

### 太平洋戦線

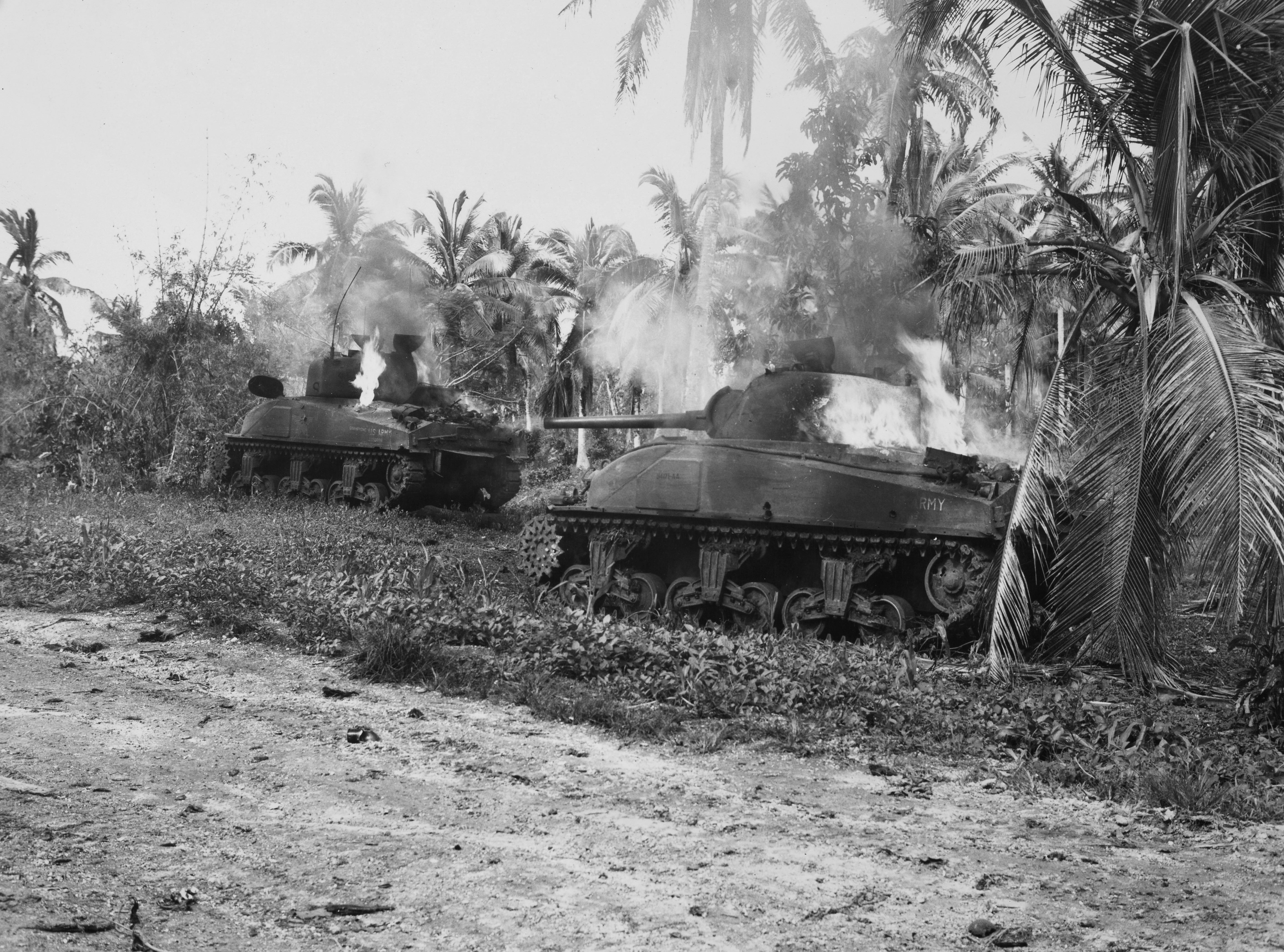
グアムの戦いにおいて日本軍の速射砲で撃破された、米陸軍のM4(75)コンポジット車体型。それぞれ車体側面に被弾の痕が写っている。この時期の太平洋戦線において、海兵隊の装備がM4A2なのに対し、陸軍はM4やM4A1を装備していた。

北アフリカおよびヨーロッパ、太平洋戦争にも投入された。戦車戦力が弱い日本にとってM4は非常な難敵であった。サイパンの戦い、グアムの戦い、ペリリューの戦いなどでM4と日本軍の九七式中戦車や九五式軽戦車との戦車戦が行われたものの日本軍戦車の九七式五糎七戦車砲や九八式三十七粍戦車砲はM4に命中したとしても、まるでボールのように跳ね返され、日本軍の戦車が一方的に撃破されることが多かった。日本軍の戦車兵はM4を「動く要塞」と称して恐れた。そのような状況でも戦車第2師団が戦ったルソン島の戦いにおいては、重見支隊（支隊長：重見伊三雄少将。戦車第3旅団基幹の戦車約60両など）がリンガエン湾に上陸したアメリカ軍を迎撃し、太平洋戦争最大の戦車戦が戦われた。九七式中戦車改に搭載された一式四十七粍戦車砲は、500ヤード（約457.2m）で67㎜の装甲、1,000ヤード（約914.4m）で55㎜の装甲を貫通したので、M4の側面や後面の装甲であれば、かなりの遠距離からでも貫通可能であり、戦車戦で撃破されるM4も少なくはなく、アメリカ軍は九七式中戦車新砲塔型を「もっとも効果的な日本軍戦車」と評して警戒した。戦車戦での不利を痛感した日本軍は、その後の硫黄島の戦いや沖縄戦では、戦車の車体を地面に埋めて、即席の対戦車トーチカとして使用するようになった。
そこで日本軍のM4対策は、待ち伏せによる速射砲と地雷と歩兵による肉弾攻撃となっていった。速射砲のなかでも一式機動四十七粍速射砲や九四式三十七粍速射砲がM4の側面装甲を至近距離から貫徹でき撃破したこともあった。沖縄戦ではM4を主力とするアメリカ陸軍の戦車隊が221輌撃破されたが、そのうち111輌が速射砲や野戦重砲などの砲撃による損害であった。また、海兵隊の51輌のM4の損失を含めると合計272輌が撃破されたことになり、これは、沖縄に投入されたアメリカ軍戦車のうち57％にも上っている。また沖縄戦においては、日本軍は段ボール大の木箱に爆薬を詰め込んだ急造爆雷を多数準備した。日本兵はこの急造爆雷をアメリカ軍戦車のキャタピラに向けて投げつけるか、もしくは爆雷をもったまま体当たり攻撃をかけた。この特攻戦術は効果があり、激戦となった嘉数の戦いでは、この歩兵による体当たり攻撃で1日に6輌のM4が撃破され、アメリカ陸軍の公式報告書でも「特に爆薬箱を持った日本軍兵士は、（アメリカ軍）戦車にとって大脅威だった。」と警戒していた。
アメリカ軍戦車兵は、急造爆雷や磁力吸着式の九九式破甲爆雷で対戦車特攻を行ってくる日本兵を警戒し、戦車を攻撃しようとする日本兵を見つけると、優先して車載機銃で射撃したが、日本兵が抱えている爆雷に銃弾が命中すると爆発し、周囲の日本兵ごと吹き飛ばしてしまうこともあった。また、戦車内に多数の手榴弾を持ちこみ、対戦車特攻の日本兵が潜んでいそうな塹壕を見つけると、戦車のハッチを開けて塹壕に手榴弾を投げ込み、特攻するため潜んでいた日本兵を掃討している。ほかにも、ハッチに爆薬を密着させないように多数のスパイクや金網を周囲に溶接、そのほか車体側面に木の板を装着、またはこれを型枠のように取り付け、車体との間にコンクリートを流し込み磁力吸着式の九九式破甲爆雷対策とした例も見られる。

### 第二次世界大戦後

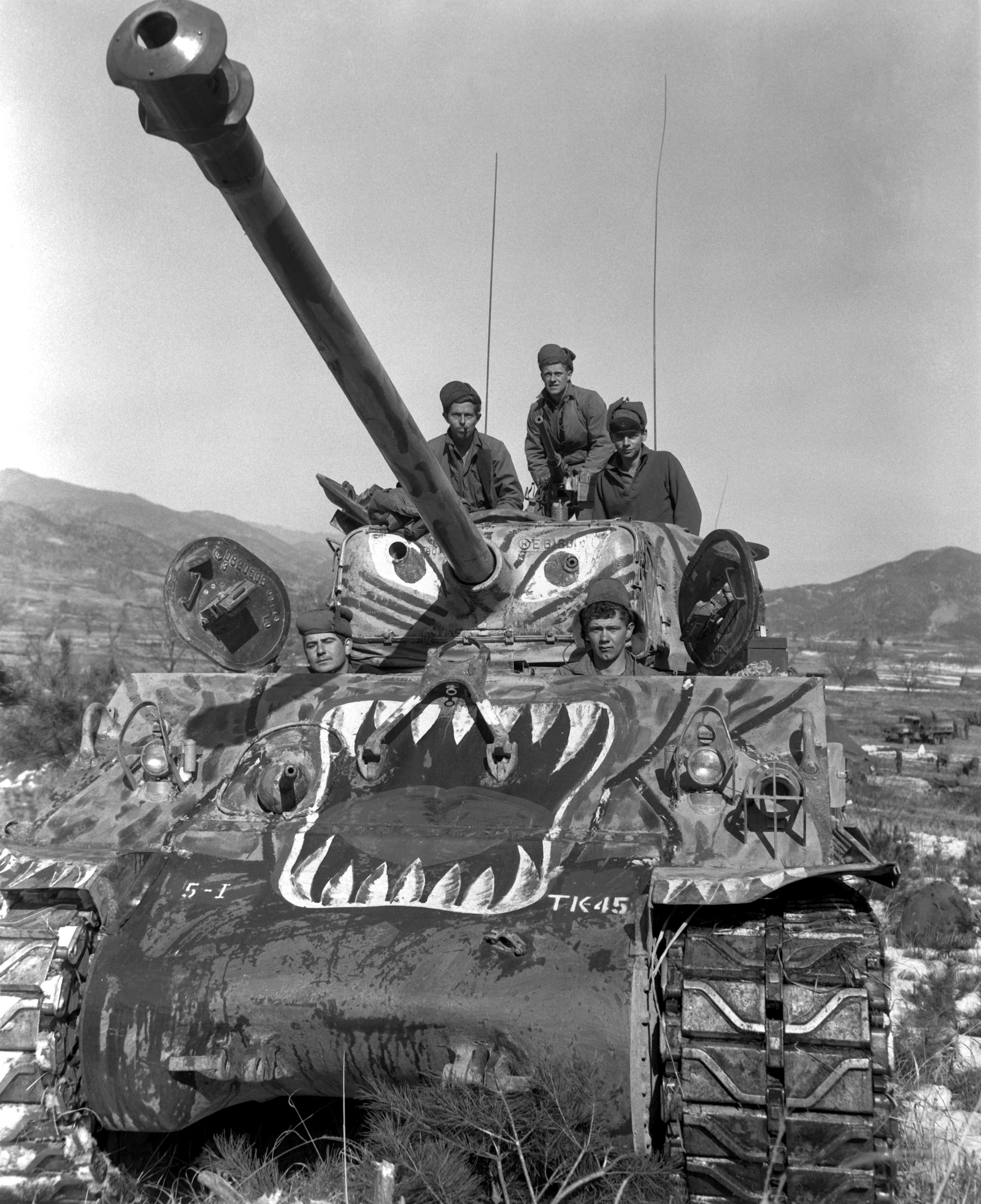
朝鮮戦争でのM4A3E8、中国義勇軍に対し心理的な影響を狙って、車体や砲塔の前面に虎や悪魔の顔などが描かれた

M4は朝鮮戦争でも活躍した。主に投入されたのは52口径76.2mm戦車砲M1A2を搭載したM4A3E8（イージーエイト）となったが、M24軽戦車の138輌、M26パーシングの309輌、M46パットンの200輌に対してM4A3E8は679輌も投入されており、依然として数的には主力戦車であった。朝鮮戦争ではアメリカ陸軍と海兵隊の戦車部隊は北朝鮮軍のT-34-85（一部SU-76）と合計119回の戦車戦を行ったが、そのうちの59回（50％）はM4A3E8によるものであった。アメリカ軍は合計で97輌のT-34-85を確実に撃破し、さらに18輌の不確実な撃破を記録したのに対して、失った戦車は合計34輌に過ぎず、そのうちM4A3E8は20輌であり、さらに完全に撃破されたのはその半分以下であった。アメリカ軍が確実に撃破した97輌のT-34-85のうち、M4A3E8が撃破したのは47輌とされ、依然として十分に戦力になることを証明した。
その後の中東戦争などで使用され、特にイスラエル国防軍はM4の中古・スクラップを大量に収集再生し、初期の地上戦力の中核として活用、その後独自の改良により「最強のシャーマン」と呼ばれるM50/M51スーパーシャーマンを生み出している。第一線を退いた後も装甲回収車などの支援車両に改造され、最近まで各国で使用されていた。
M4A3E8型はMSA協定により日本の陸上自衛隊にも供与されて1970年代半ばまで使用され、同年代末に61式戦車と交代する形で全車が退役した。21世紀を迎えてもなお少数が運用されていたが、2018年にパラグアイで運用されていたM4A3の最後の3輌が退役し、これをもって正規軍で使用されていたM4は全車輌が退役した。

### 運用国
- アルゼンチン
- オーストラリア
- ブラジル
- ボツワナ
- カナダ
- チリ
- キューバ
- デンマーク
- エジプト
- フランス
- インド
- イラン
- イスラエル
- レバノン
- ニュージーランド
- ニカラグア
- マラウイ
- ペルー
- ポーランド
- ポルトガル
- 中華民国（台湾）
- 南アフリカ連邦
- 韓国
- 日本
- ヨルダン[注 8]
- ソビエト連邦
- トルコ
- トーゴ
- イギリス
- ウガンダ
- ベトナム共和国
- ユーゴスラビア

## バリエーション

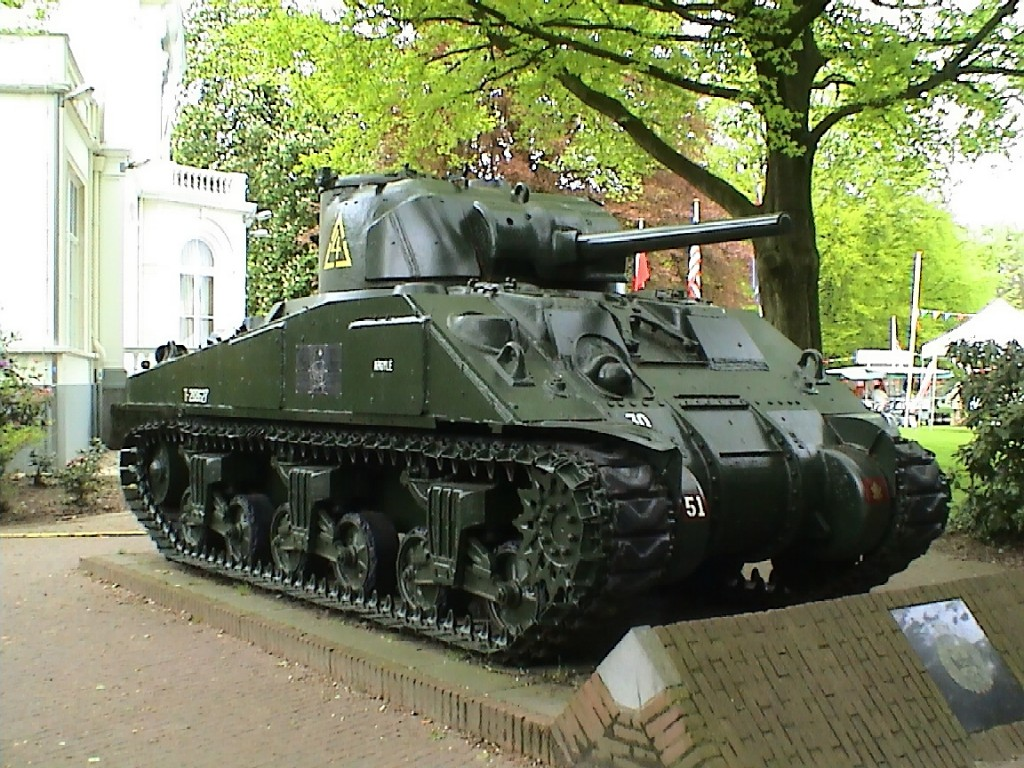
エアボーンミュージアムで展示されているシャーマンI（M4）。

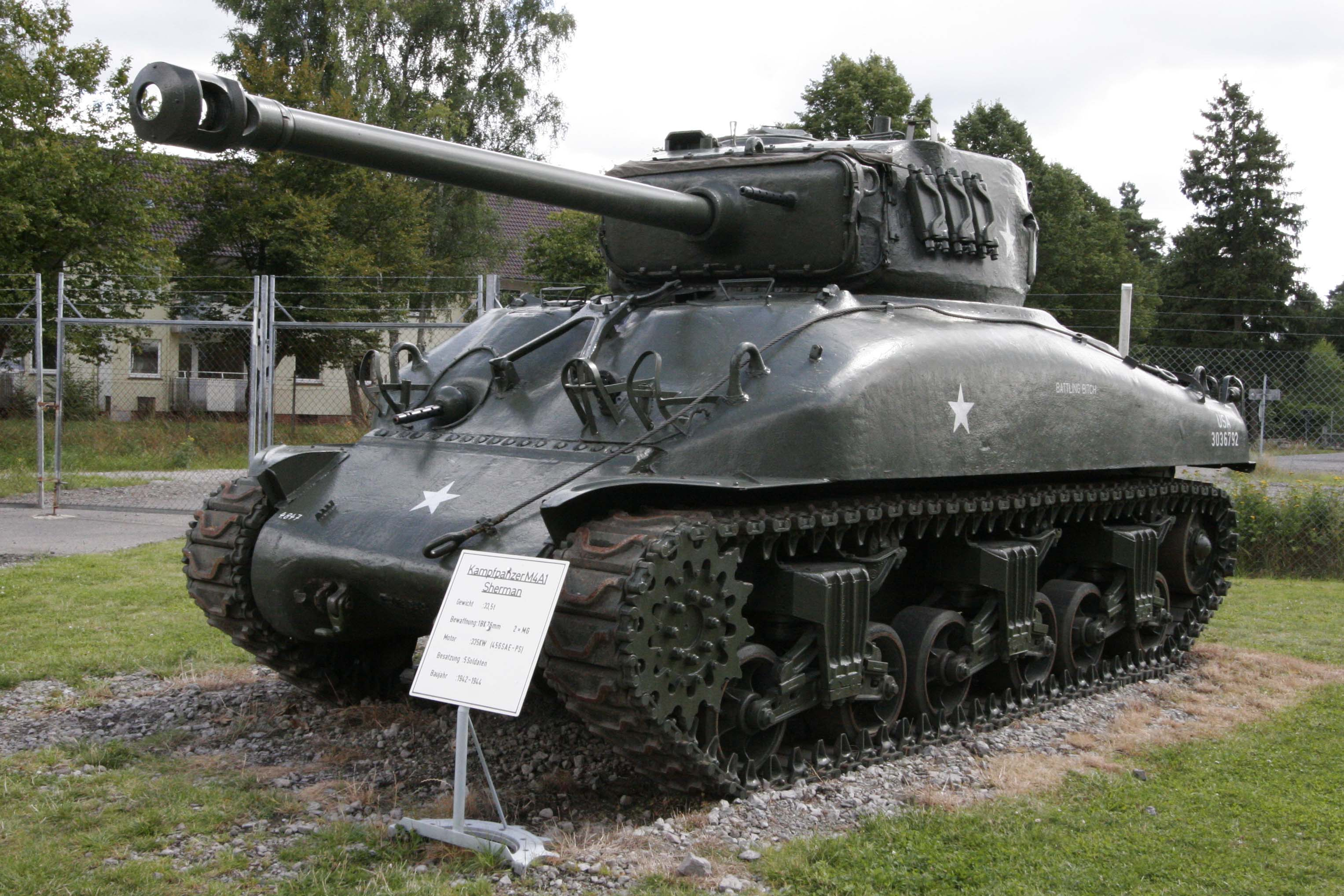
鋳造車体のM4A1(76)W

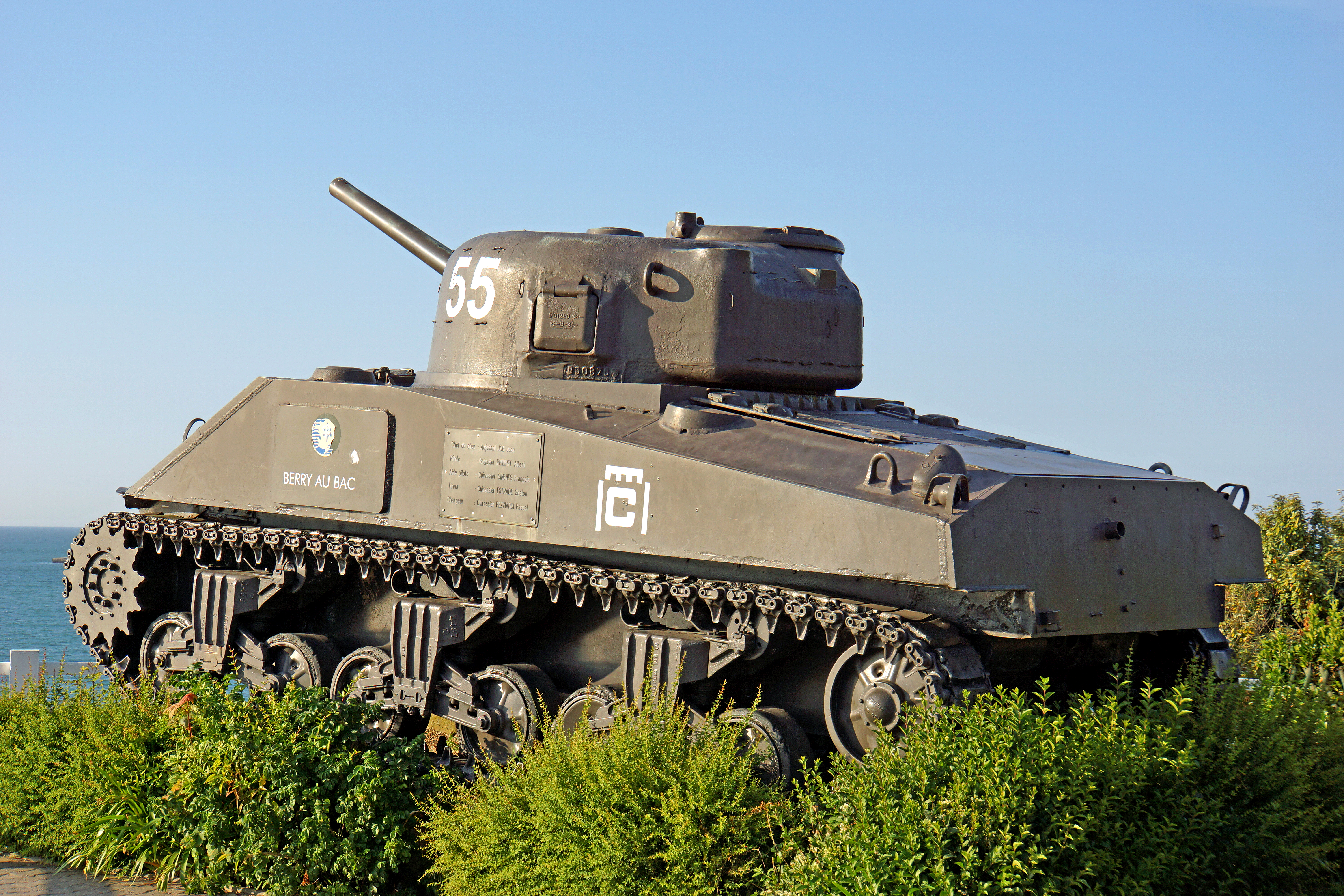
自由フランス軍で使用されていたM4A2(75)

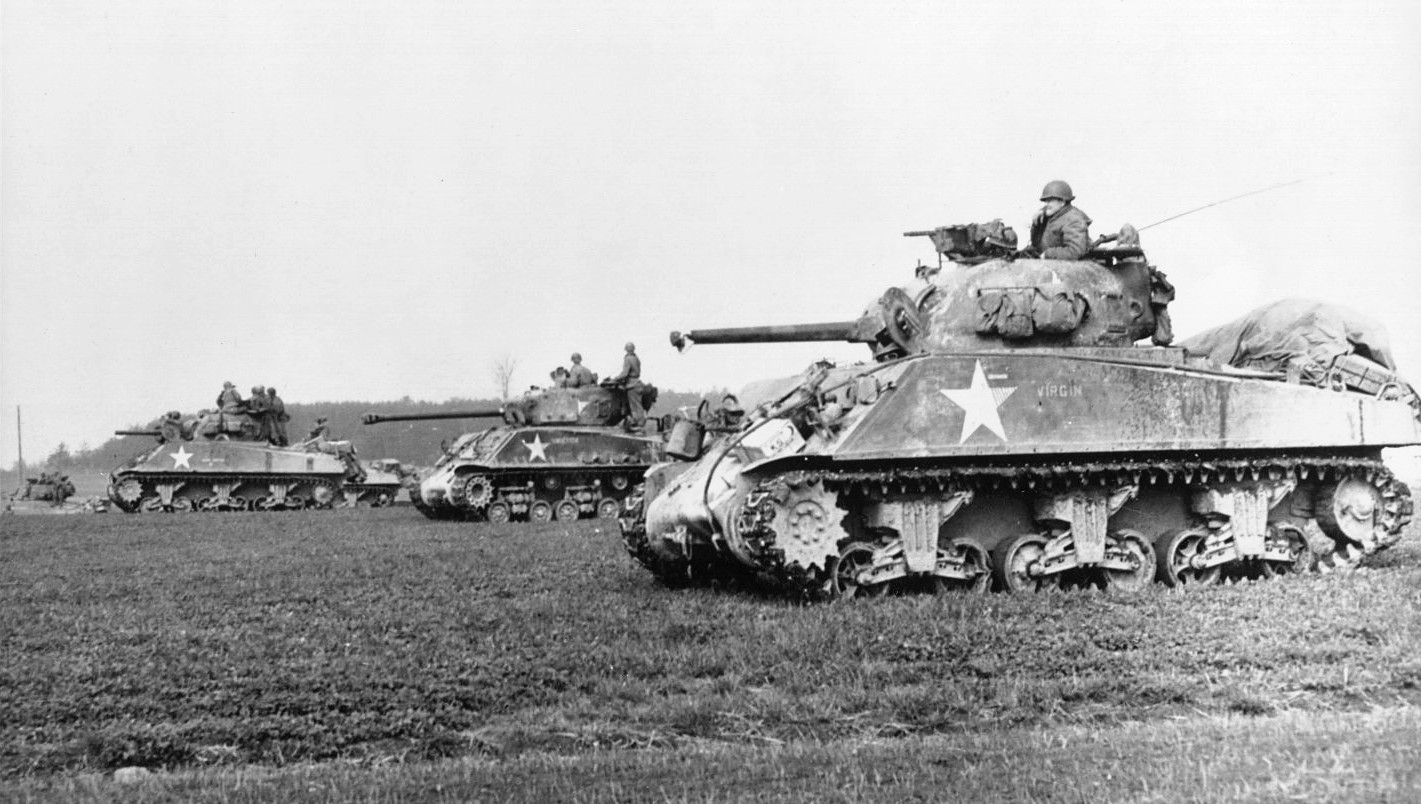
ヨーロッパ戦線におけるM4A3(75)WとM4A3E8。ノルマンディー上陸作戦当時の米軍戦車隊では、空冷ガソリンエンジン搭載のM4(75)とM4A1(75)が主力で、M4A1(76)Wの投入はコブラ作戦以降だったが、1944年も末に近づくにつれ水冷ガソリンエンジン搭載のA3(75)WとA3(76)Wの配備数が増え、バルジの戦いの後半からA3E8が加わった。

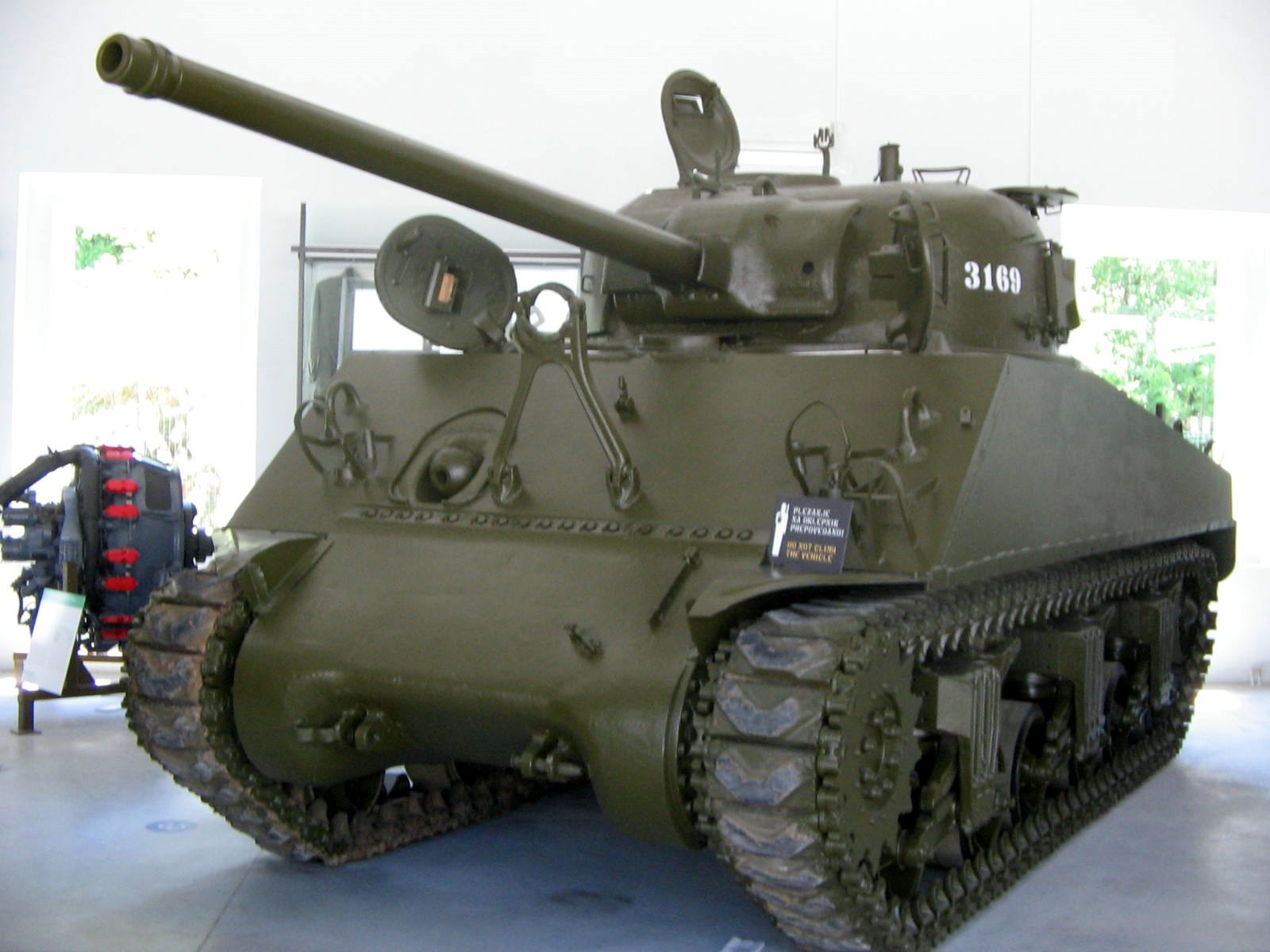
75mm砲を76mm砲に換装したM4A3E4

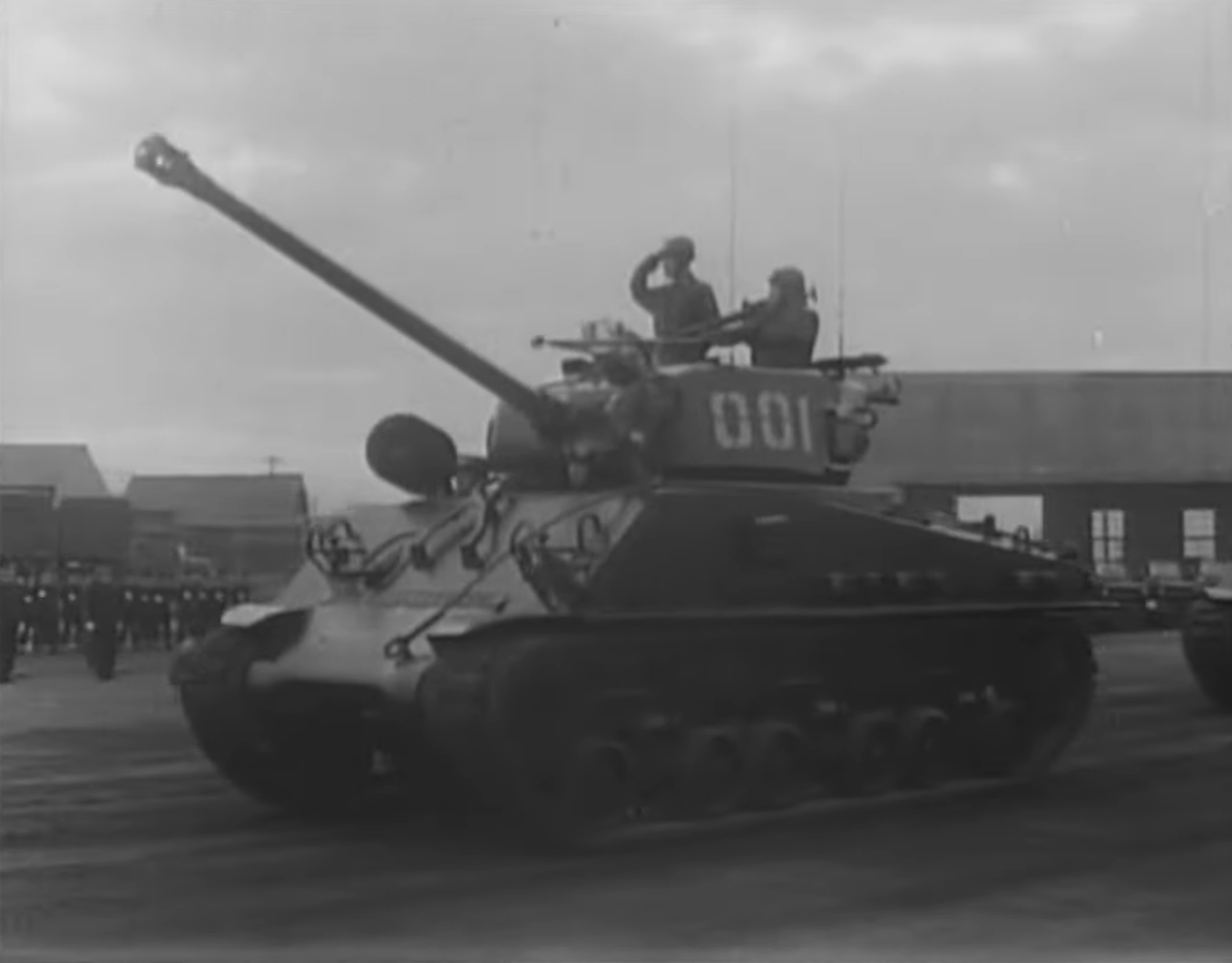
陸上自衛隊のM4A3E8

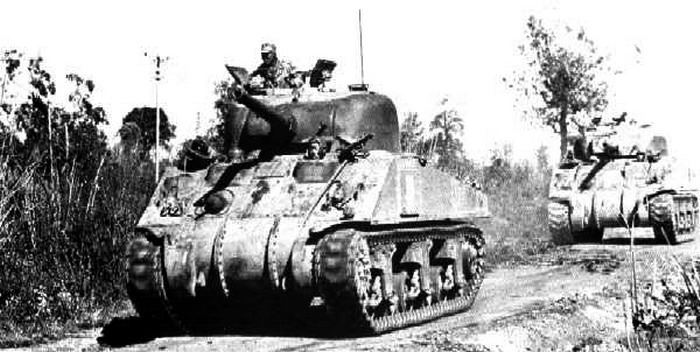
ビルマ方面における、国民革命軍に供与されたシャーマンV（M4A4）

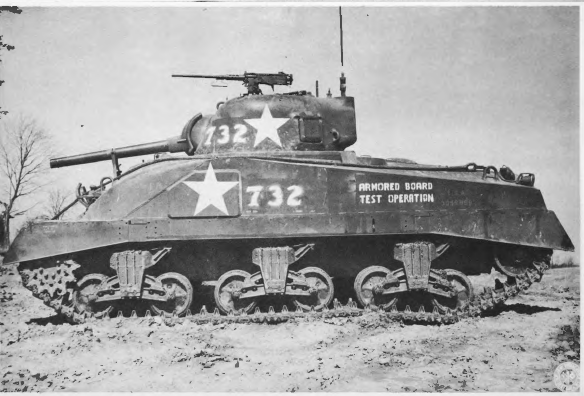
M4A6

M4

ブレスド・スチール・カー社、ボールドウィン・ロコモティブ・ワークス、アメリカン・ロコモティブ社、ブルマン・スタンダード社で製造。航空機用のコンチネンタルR975エンジンを、陸上部隊向けの低オクタン価ガソリン仕様に改良して採用した。
車体前面はハッチ周囲の操縦席フードが鋳造製で、これに生産工場や時期により仕様が異なる数枚の圧延鋼板と鋳造部品をパッチワークのように溶接接合していたが、強度が劣るため前線改修用の前面増加装甲キットが開発された。また後部は溶接型のまま車体前面のみをA1と同様の一体鋳造型に変更した、1676輌のコンポジット車体型が1943年5月から翌年8月まで、デトロイト戦車工廠で製造された。これは当初前期型のスモールハッチ車体であったが、程なく後期型のビッグハッチ車体に切り替えられ、大半は後者であった。なお、M4を改良してM4A1以降の型になったのではなく、各型は異なる工場で並行生産されている。
1944年6月のノルマンディー上陸作戦から秋頃まではA1と共にアメリカ軍の主力であったが、同年末頃から次第にA3に更新されていった。76.2mm砲搭型は量産されていないが、支援用として後期型車体に105mm榴弾砲を搭載した物や、中古の前期型車体で114mmロケットランチャー（カリオペ）を搭載した物も多い。75mm砲型は1942年7月から1年間に6,748輌、105mm砲型は1944年2月-1945年5月までに1,641輌が生産された。イギリス軍名称「シャーマンI」、コンポジット型車体は「シャーマン・ハイブリッド」。
M4E9
本土で訓練用に用いられていた初期生産車輌を1943年12月からオーバーホールした際に「ダックビル」型エンドコネクターを、足回りにスペーサーをかませ履帯の両側に装着した仕様。接地圧が履帯幅の広いE8仕様のように低減された。
M4A1

生産開始や実戦投入は最も早く、アメリカ軍向けに製造された初期型が急遽北アフリカのイギリス軍に配備され、第二次エル・アラメイン会戦から実戦投入された。
M4と同じ空冷星形エンジンを搭載しているが、車体上部が溶接式ではなく一体鋳造されている。丸みを帯びた車体前面形状により避弾経始が向上した反面、車内スペースが減少している。後に操縦士ハッチを大型の物に変更、湿式弾薬庫を持つ後期型車体のM4A1(75)Wに生産が切り替わった。この車体に76mm砲を搭載するT23砲塔のM4A1(76)Wも併行して生産され、1944年7月のコブラ作戦から実戦投入された。
米軍向けとしては水冷ガソリンエンジン装備のA3が次の主生産型となったため、A1の76mm砲搭載型はイタリア戦線に回されたり、イギリス連邦軍や自由ポーランド軍、自由フランス軍に供与されたが、1945年春には後期型砲塔を搭載したものが西ヨーロッパの米軍に再び供給されている。エンジンが共通であるため、M4と同じ部隊に混成配備されることもあった。当初、鋳造装甲の強度に疑問を持つ部隊に使用を拒否されたこともあったが、前期型の溶接車体よりA1の方が被弾に強いと認識された。
75mm砲型は1942年2月-翌11月までに6,281輌、76.2mm砲型は1944年1月-翌5月までに3,426輌が生産された。担当はライマ・ロコモティブ・ワークス、プレスド・スチール社、パシフィック・カー&ファウンドリー社。イギリス軍名称「シャーマンII」。

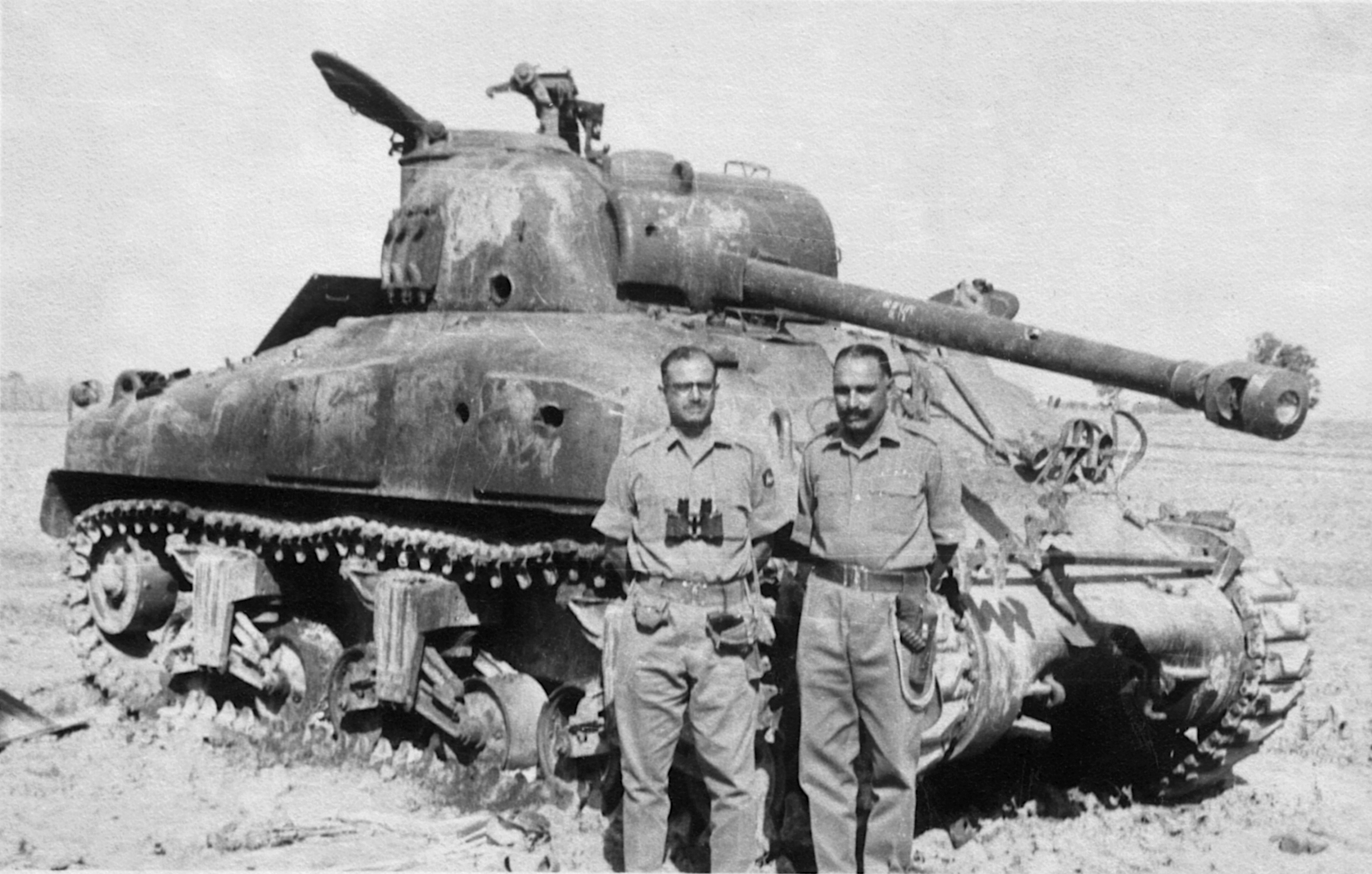
パキスタン軍が使用し、インド軍に撃破されたM4A1E6

M4A1E6

戦後、75mm砲搭に76.2mm砲を搭載したもの。パキスタンに給与され、カシミール紛争や印パ戦争などで使われた。資料によってはこのタイプをM4A1E4としているものもある。
M4A1E8
76mm砲を搭載したM4A1(76)のサスペンションをHVSSに変更した後期生産車、またはVVSSサスペンション型からの改修型。イスラエルが購入した中古車は、M1スーパーシャーマンと呼ばれた。
M4A1E9
M4A1の初期型をM4E9同様にクライスラー・エヴェンスビル工場で改修、E9仕様にしたもの。
M4A2

M4の生産開始時から搭載されていた空冷星型エンジンが、練習機増産の影響で供給力不足となることが予想され、代替エンジンとして民間トラック用にゼネラルモーターズ社が生産していた、GM 6046直列6気筒2ストローク液冷ディーゼルエンジン2基を連結して搭載。これは埃にやや弱いとの批判もあったが、1基が停まっても走行可能でトルクも空冷星型より強力であり、速度も高く好評だった。しかしアメリカ陸軍では使用燃料をガソリンに統一していたことから、生産量のほとんどが上陸用舟艇と燃料を共用できるアメリカ海兵隊（後にA3に更新）、およびレンドリース用としてイギリス軍と自由フランス軍で使用され、後には全てソ連向けに供与されるようになった。

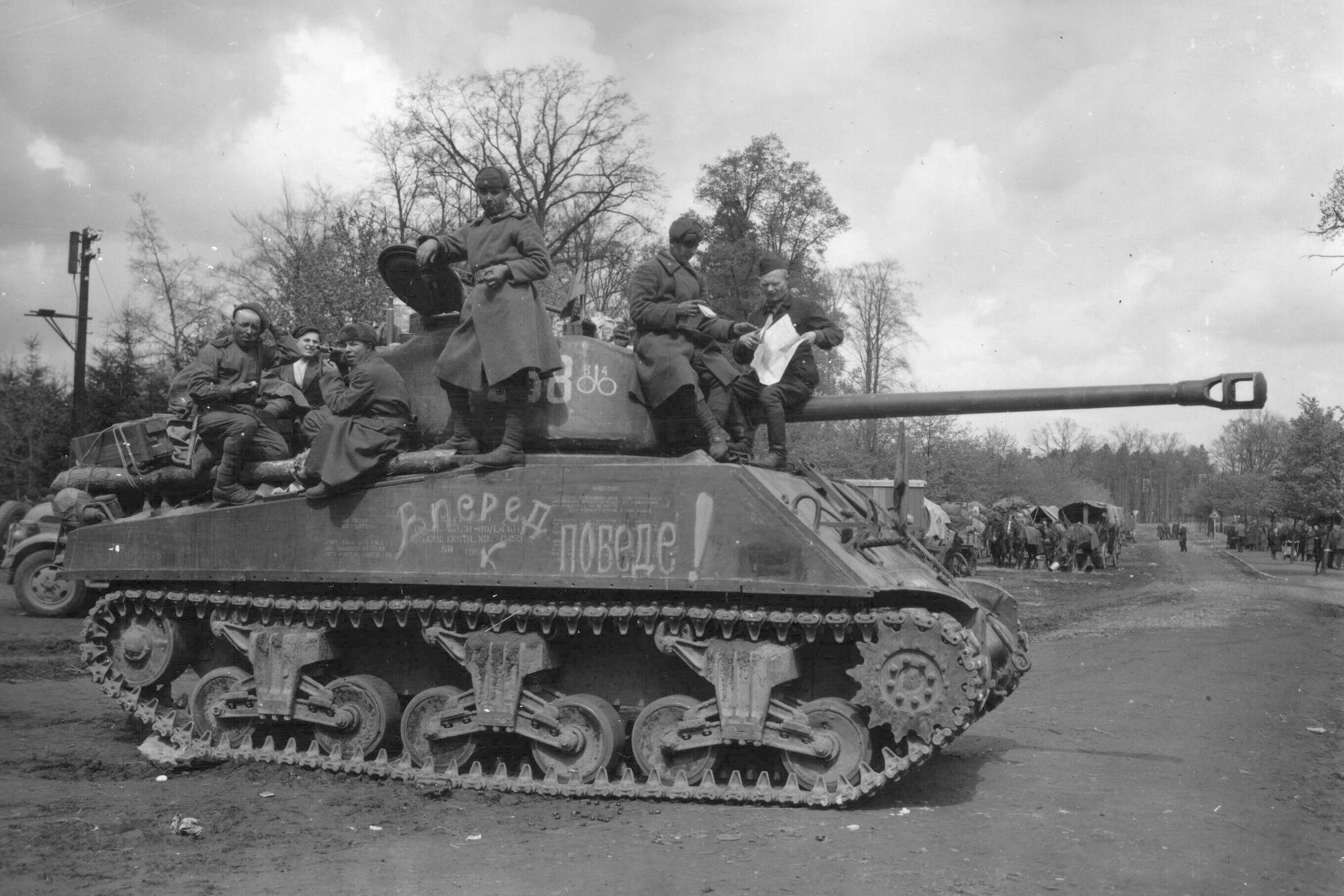
ソ連軍・第64親衛戦車連隊のM4A2(76)W。ドイツ北部でソ連軍と合流したアメリカ軍が撮影したもの

前期型車体の前面は、M4同様に鋳造部品と圧延鋼板（最初期型で機銃周辺とアンテナベース、左右操縦席フードの鋳造部品4、圧延鋼板4）を溶接接合したものだが、生産工場によっては操縦手席フードが一体鋳造から溶接組み立てに変わり、また分割も減らされ圧延鋼板の比率が増えている。
ソ連軍では、T-34より故障が少なく操縦も楽で扱いやすく十分な戦闘力もあると報告された。「エムチャ（M4=エム・チトィーリェの略）」「シェールマン（シャーマンのロシア語読み）」と呼ばれ、目立つ車高や泥濘地での機動性、初期に送られたゴム皮膜付き履帯が夏場に熱で溶けること、重心が高いため横転しやすいこと以外は大変好評であり、エリート部隊の親衛戦車連隊に優先配備された。また、砲塔上の12.7mm機銃（搭載車輌と未搭載車輌がある）は、瓦礫の陰などで待ち伏せるパンツァーファウストを持った敵歩兵を障害物ごと掃討したり、満州侵攻時に肉薄攻撃を仕掛ける日本軍歩兵に対しても有効であったとの証言もある。しかし太平洋戦線では、行軍中のM4に待ち伏せていた日本兵が飛び乗り、12.7mm機銃を後続の歩兵に乱射するケースが発生、以後取り外した車輌が多い。
対独戦線では1943年1月から部隊配備が始まり、ベルリン市街戦でもM4A2(76)Wの写真が多く見られる。なお、A2では75mm砲装備のビッグハッチ車体でも湿式弾薬庫タイプは無く、またこのタイプはアメリカ海兵隊とソ連軍でしか使われていない。また、フィッシャー社で生産されたA2の操縦席フードは、途中から鋳造型ではなく溶接組み立て型に変更されている。75mm砲型は1942年4月-1944年4月までに8,053輌が、76.2mm砲型は1944年5月-翌5月までに2,915輌生産、うち2073輌がソ連に供与。担当はブルマン・スタンダード社、グランド・ブランク戦車工廠、フェデラル・マシーン&ウェルダー社、アメリカン・ロコモーティブ社（少数）イギリス軍名称「シャーマンIII」。
M4A2E4
M4中戦車では性能の向上を狙って様々な試作車が製作されたが、M4A2E4は機動性の向上を狙い、M4A2にトーションバーとより幅の広い履帯を装備した試作車である。トーションバーサスペンションはサスペンションとしての性能に優れ、ドイツではIII号戦車以降広く採用されており、M4中戦車でもM4A2E4のほか、M4に同様の改良を施したM4E4が試作されたが、整備性が悪化、M4中戦車では採用されなかった。
M4A2E8
M4A2(76）をHVSSサスペンションに変更した1945年に入ってから生産開始された後期生産車。イギリスに5輌渡された以外はソ連に460輌ほどがレンドリースされたが、全て太平洋ルートでシベリアに揚陸されたため、対独戦には間にあっていない。戦後カナダ軍も装備しており、朝鮮戦争で使われた他、砲塔を撤去したカンガルー装甲兵員輸送車に改造された物もあった。
M4A3

それまでの航空機用エンジンの流用から、フォード社が戦車用に開発したGAA液冷V型8気筒エンジン（450馬力）搭載、M4やM4A1の空冷星型エンジンよりも整備性や低速時のトルクで勝り、各エンジンの中で最も評判が良かったためアメリカ軍に主力戦車として優先的に供給された。
大戦中に他国へ送られた台数は極めて少ないが、戦後に余剰となってからは大量に供与された。前面装甲が一枚板で湿式弾薬庫を持つ後期型車体が初めて採用され、デトロイト戦車工廠やグランド・ブランク戦車工廠で製造された。M4戦車系列としては後発であるためフォード社製造の前期型車体（左右スポンソンの前方部を除く車体前面装甲は、板状の鋳造装甲三枚の組み合わせ）は比較的少なく（1,690輌）、 主に本土での訓練用に使われた。
米軍では本土で訓練を終えた部隊は新車を与えられ前線に送られるため、実戦に参加したA3型の殆どは後期型車体だった。ヨーロッパ戦線では75mm、76mm砲型共に1944年夏以降に供給されたのは殆どこのA3型で、数の上で主力化してからの本格的な実戦はバルジの戦い、太平洋では硫黄島の戦いからであった。また後に前期型車体も681輌がオーバーホールされ、ダックビル追加などのE9型改修を受けて一部が前線に送られている。
75mm砲型は1942年6月-1945年5月までに4,761輌、76.2mm砲型は1944年3月-翌4月までに4,542輌、105mm砲型は1944年3月-翌6月までに3,039輌が生産。当初、75mm砲型が多く部隊配備されていたが、バルジの戦いでの苦戦の後、対戦車戦闘能力の高い戦車が求められた結果、引き渡しが中止された600輌もの余剰75mm砲型が兵器集積所にあふれ、76mm砲型の配備数が急増した。一方、太平洋戦域の陸軍・海兵隊には75mm砲型のみが送られている。
イギリス軍名称は「シャーマンIV」だが、サンプルとして送られただけで、部隊配備はされていない。
M4A3E2（ジャンボ）

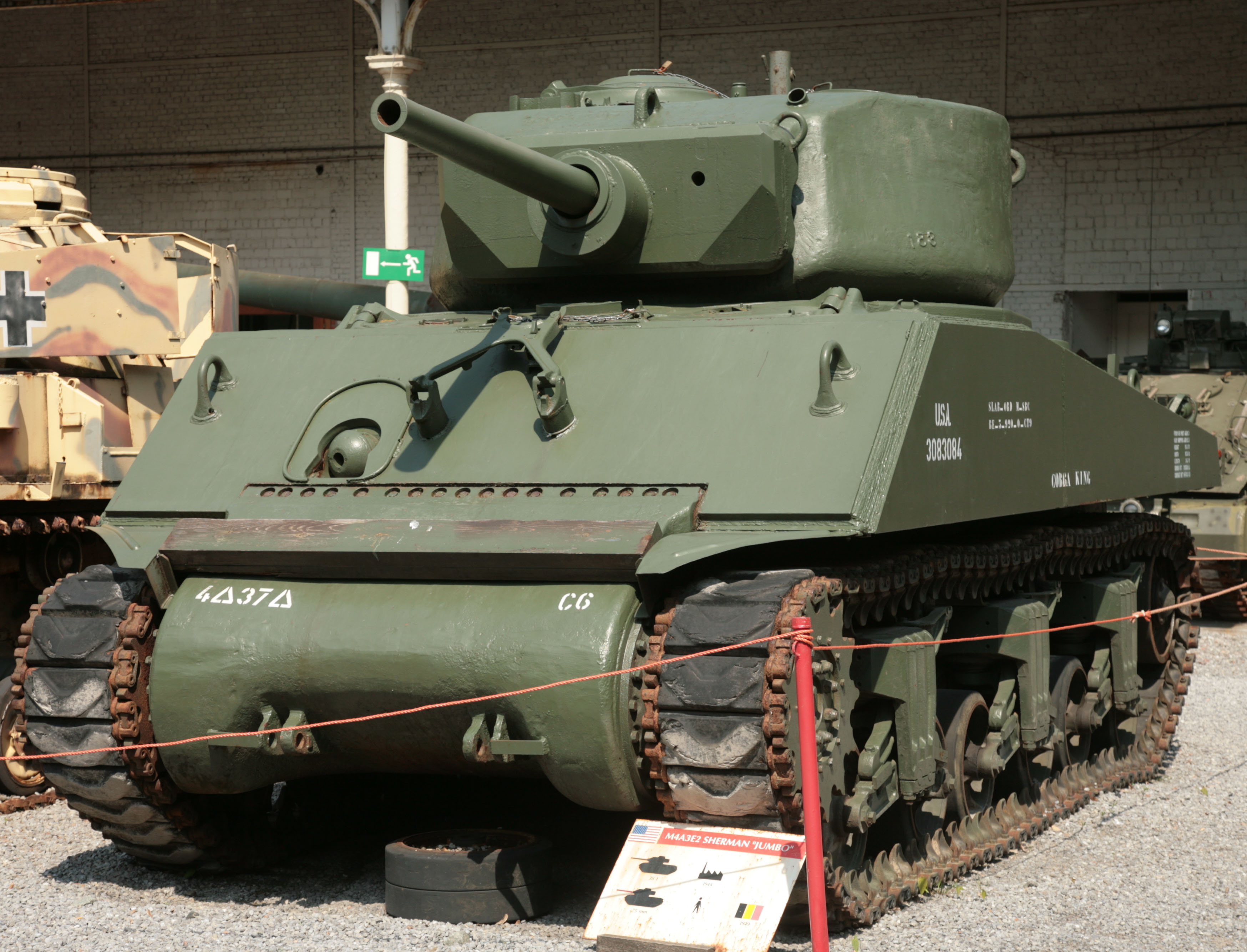
M4A3E2。この展示車輌ではダックビルが装着されていない

M4A3の装甲強化型。「ジャンボ」という名称は、戦後に付けられたニックネームである。グランド・ブランク戦車工廠による生産数は254輌ほどと少ないが、防楯177mm、砲塔側面152mm、の重装甲を生かして、ドイツの対戦車砲が待ち受けていそうな場所を突破するために重宝された。
100輌以上が現地で主砲を76.2mm砲に換装しているが、装甲を強化した76.2mm用砲塔に歩兵支援・陣地攻撃に適した75mm砲を装備していたので容易であった。重量増加で上がった接地圧を下げるために、履帯の脇に「ダックビル」と呼ばれるアタッチメントを装着している。
M4A3E4

朝鮮戦争当時、北朝鮮のT-34-85に対抗するため、東京都の赤羽デポで進駐軍の75mm砲搭型を76.2mm砲に換えたもので「赤羽スペシャル」と呼ばれていたが、戦場に投入される機会はなかったという。後に同じ改造を施されたものがユーゴスラビアに供与され、映画『戦略大作戦』でその姿を見ることができる。
M4A3E8（イージーエイト）

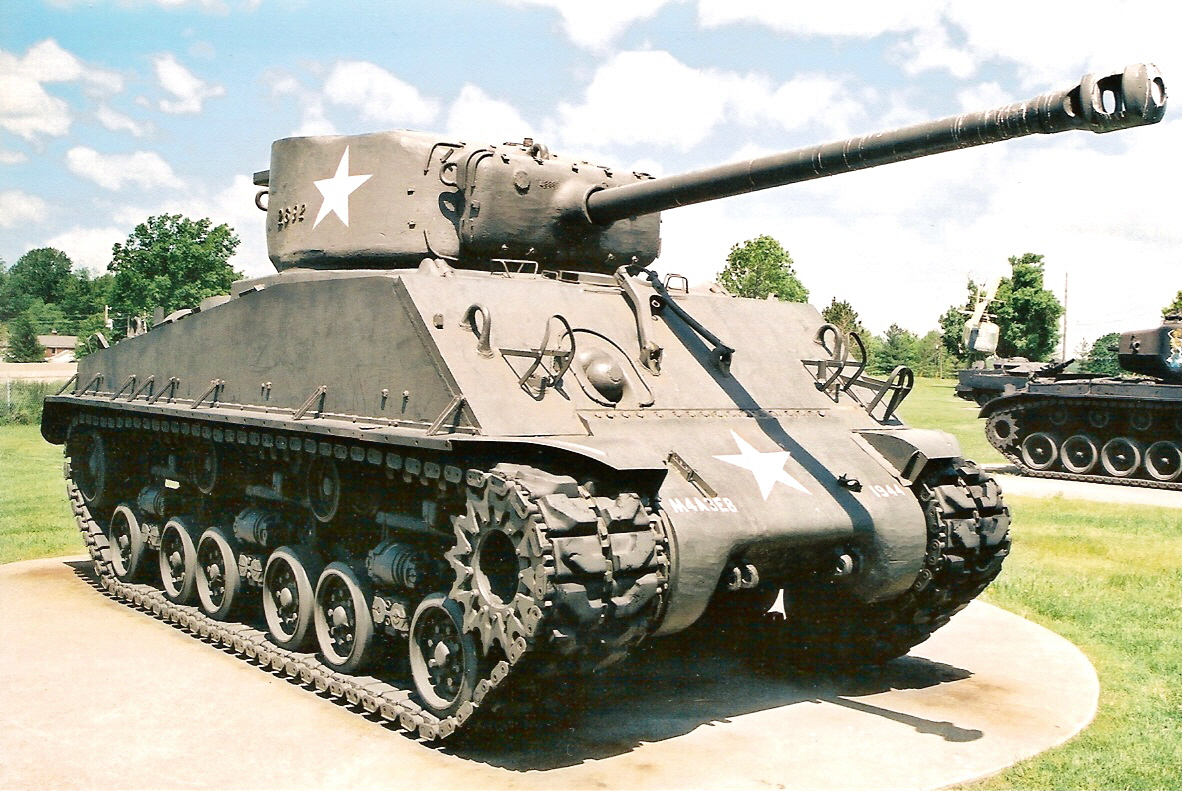
M4A3E8

E8とはHVSS装備時に付加される型式名だが、大戦中の兵站品目名では「M4A3（76mm 24インチ幅履帯）」と呼ばれており、「イージーエイト」の通称は戦後になってから広まったものである。
デトロイト戦車工廠製。M4系列のアメリカ軍での最終型で、バルジの戦いの後半から登場した。1944年8月-1945年9月までに2,539輌が生産された。元になったM4A3(76)Wは、試作戦車T23から流用された砲塔に52口径76.2mm戦車砲M1A2を搭載している。車体も前面装甲を一枚板にして生産性と対弾性能を向上させ、湿式弾薬庫を備える後期型である。大戦末期、ドイツ国内に侵攻した第3軍所属車輌には、撃破されたシャーマンのスクラップから剥ぎ取った装甲を溶接し車体前面の防御力を強化した物が多く見られる。
懸架装置はそれまでのVVSSからHVSSに変更され履帯幅も広くなり接地圧が低下、併せてフェンダーが増設されている。戦後になってから他国に供与されたA1-A4型の多くも同様にHVSSのE8仕様に改修されている。朝鮮戦争ではT-34-85と交戦、同じエンジンで重いM26より、山がちな地形の朝鮮では機動性が高いことから再評価された。1954年からは陸上自衛隊に、また、他のNATO諸国など親米国家にも供与された。イスラエルでも少数が使われているが、時期的にアメリカ軍からの供与ではなく、スクラップヤードや各国の余剰品から寄せ集めた中のM4A3(76)WをE8化したものと思われる。
なお、“イージーエイト”の呼称について「操作が簡単（Easy）だから」とするのは誤り。NATOフォネティックコードを採用する以前のアメリカ軍式フォネティックコードの“E”の読みが“イージー”であり、それに基づく読みというのが正しい。
M4A4

デトロイト戦車工廠製造。クライスラーA-57「マルチバンクエンジン」を搭載した型。これは従来搭載されていたコンチネンタルR-975空冷星形エンジンが、練習機向けを優先するために供給不足となり、そのためM3A4用に設計されたもので、バス用に生産されていた直列6気筒ガソリンエンジン5基を扇形に束ねて連結した複列30気筒液冷ガソリンエンジンである。30気筒という他に例を見ない構成のため整備性には問題があり、点火時期やベルトの調整方法など高度に教本化することで乗り切ろうとした。
多くがイギリス軍に供与され「シャーマンV」と呼称されたが、同時代のイギリス製戦車に比べれば故障は少なく運用実績は良かったようである。イギリス軍以外にもカナダ軍、自由ポーランド軍、自由フランス軍、中国国民党軍にも供与され、アメリカ軍では本国での訓練用にのみ使われた。エンジンルームの関係でこの型とA6型のみ他の型より全長がわずかに長い。前期型車体（左右スポンソンの前方部を除く車体前面装甲は、板状の鋳造装甲三枚の組み合わせ）のみで後期型車体や76.2mm砲搭型、湿式弾薬庫は無く、デファレンシャルカバーは三分割タイプのみである。デトロイト戦車工廠で1942年6月-翌8月までに7,499輌が生産された。
なお戦後フランスではM4A4のエンジンをコンチネンタルR-975に換装し、同じくフランス陸軍に配備されていたM4A1(76)Wと統一、M4A4Tと呼称された。これはエンジングリルのハッチもM4/M4A1同様になっており、外見からも識別できる。
M4A5
カナダが国産装甲戦闘車両として独自生産したラム巡航戦車にアメリカ陸軍軍需部が与えた形式番号。M3をベースに独自開発した物だが、パーツの多くをアメリカから供給を受けた事もあり、M4に酷似している。その後生産はグリズリー巡航戦車（M4A1のライセンス生産）へと移行した。
M4A6

試作名称M4E1。生産終了するA4をコンポジット車体にして、キャタピラー社製空冷星型ディーゼルエンジンに換装したもの。1943年8月から翌年2月まで、デトロイト戦車工廠で75輌のみ生産され、全てアメリカ国内での訓練用となった。

## 派生型

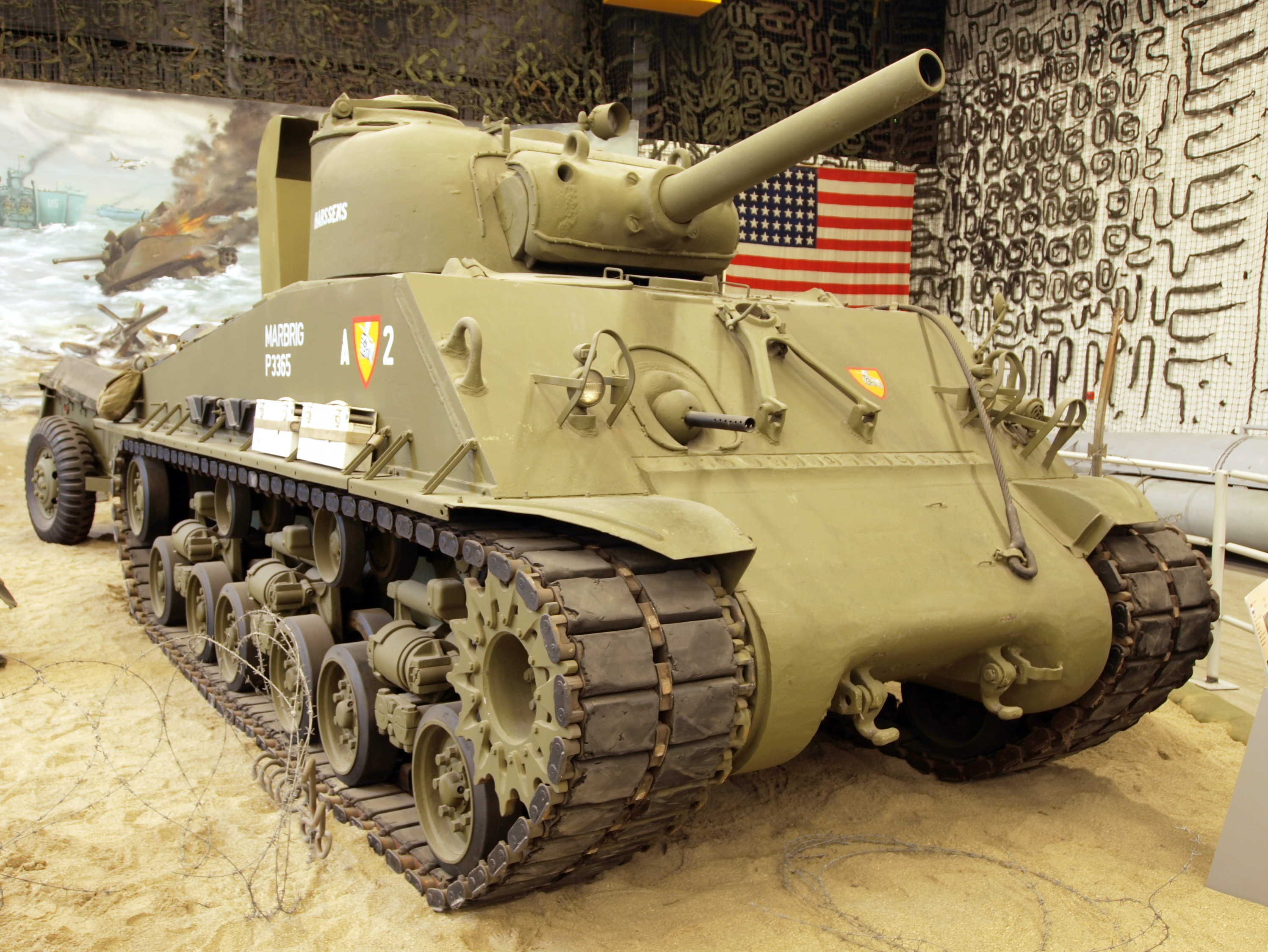
M4A3E8(105)HVSS 突撃戦車

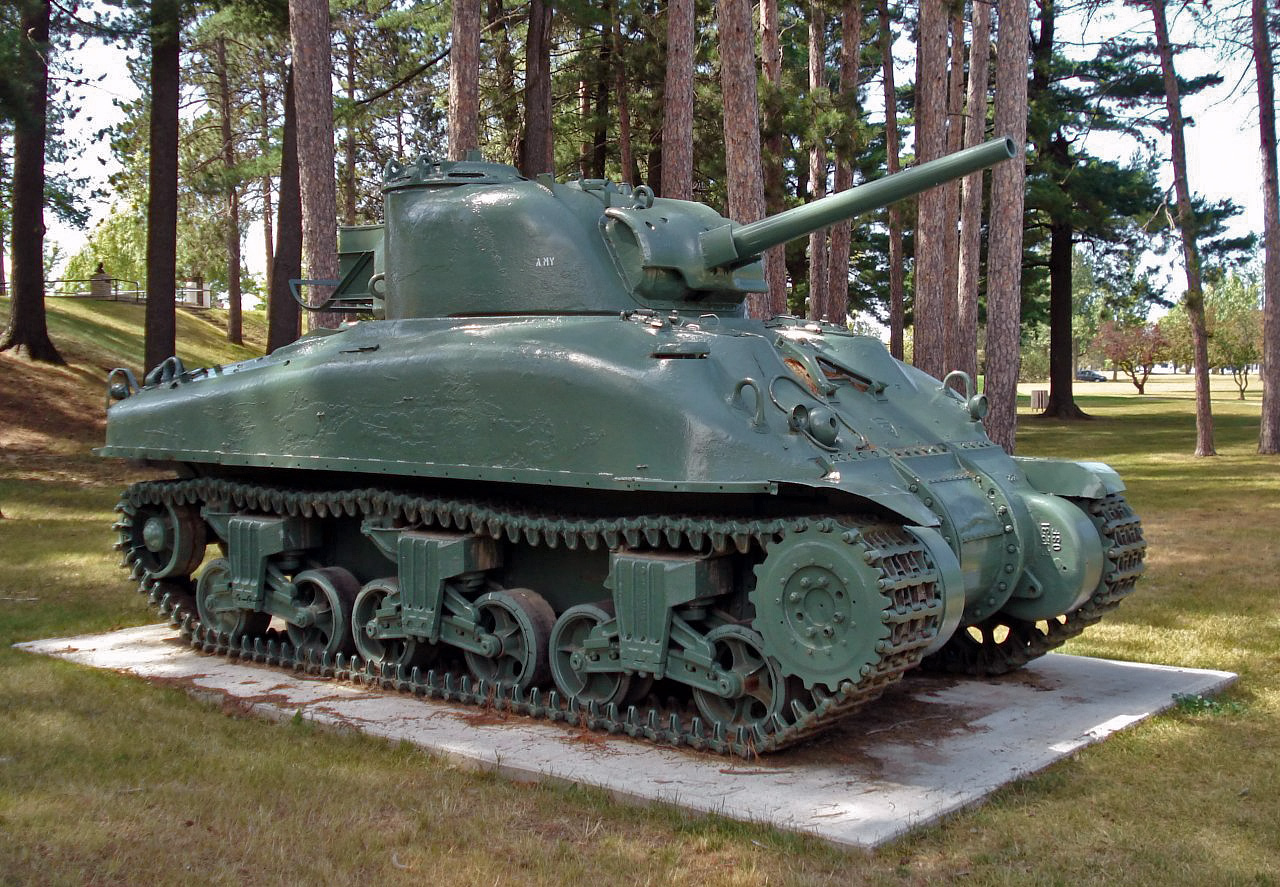
グリズリー巡航戦車
履帯はカナダ軍用独自のシングルピン型

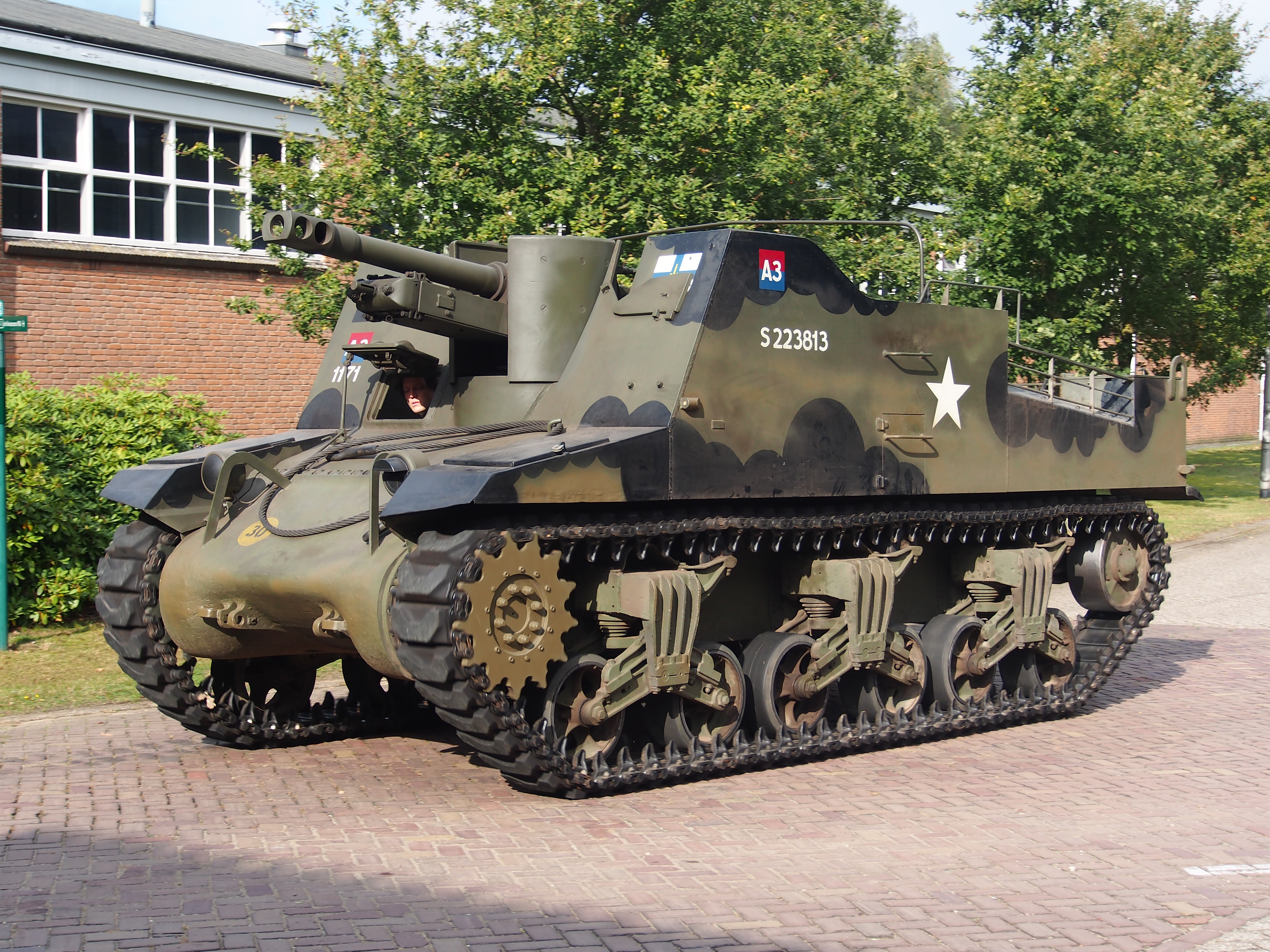
セクストン自走砲

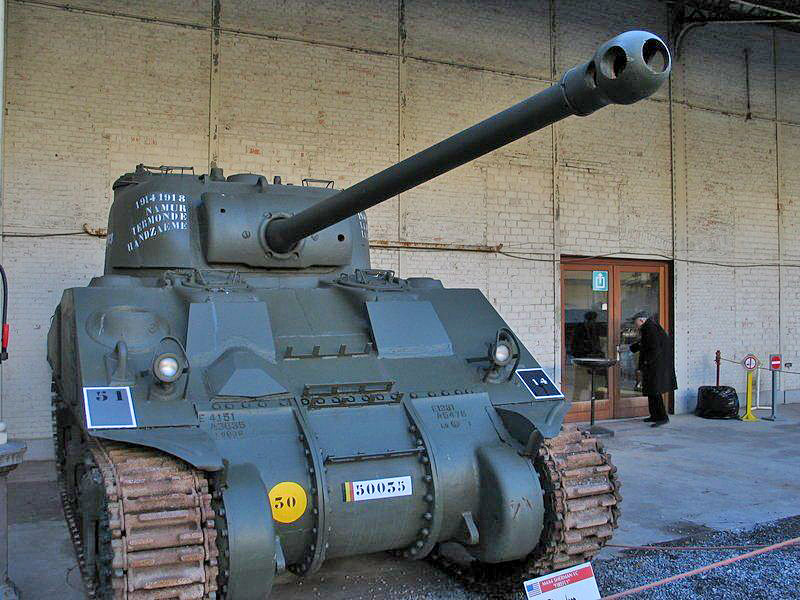
シャーマン ファイアフライVC
車体の機関銃が撤去され、乗員がいなくなった場所は弾薬庫になっている

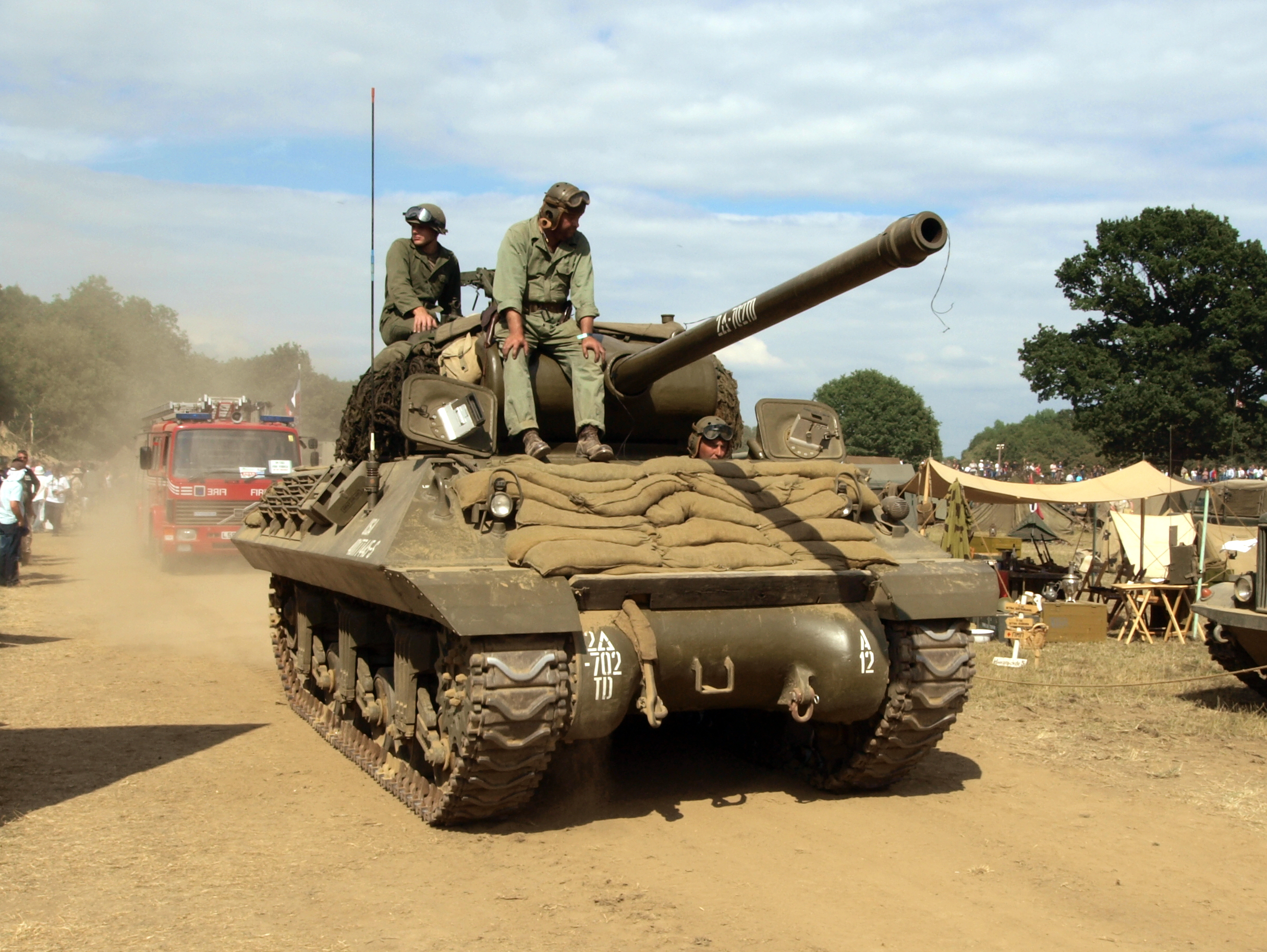
M36ジャクソン 駆逐戦車

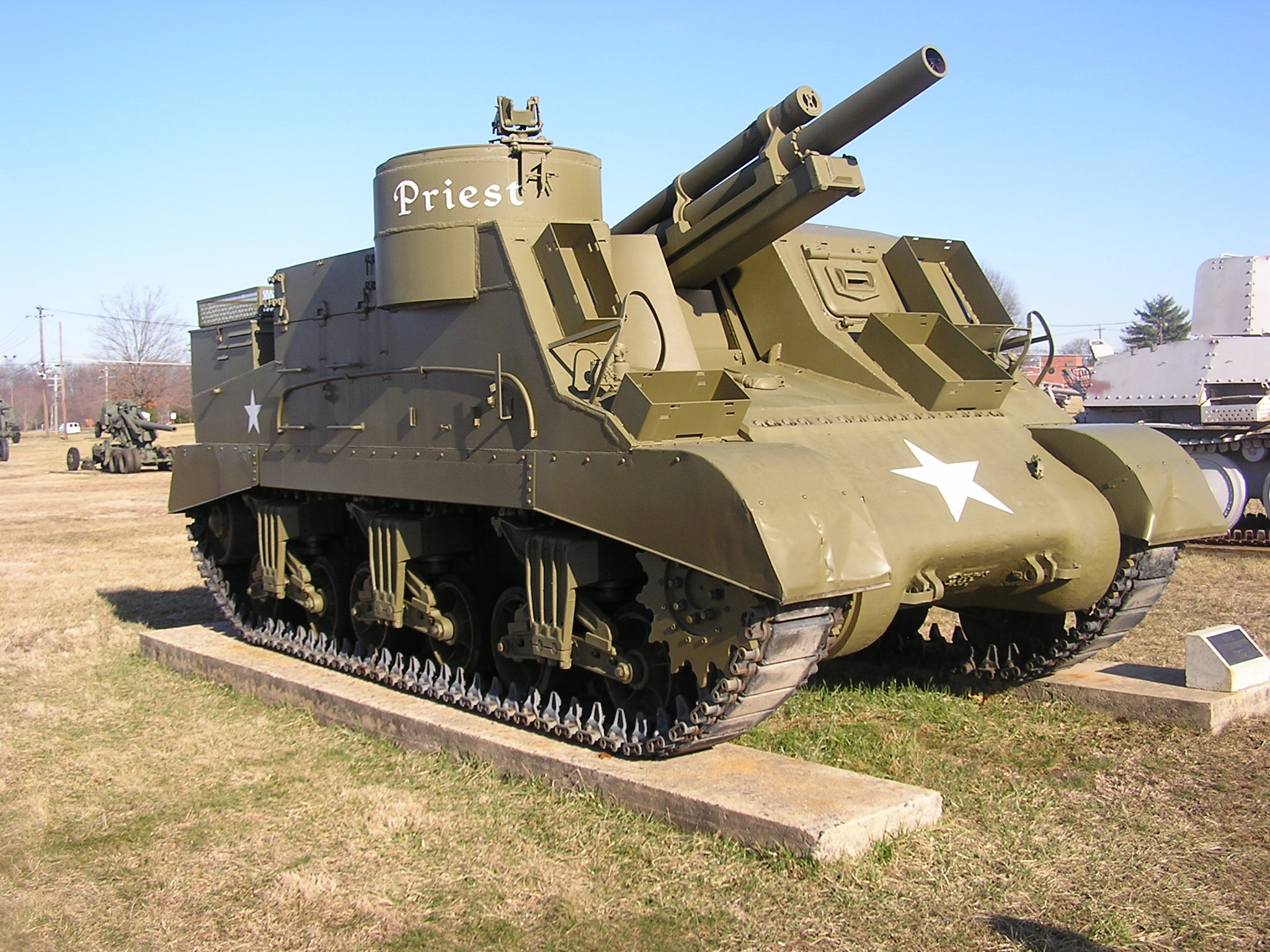
M7B1プリースト

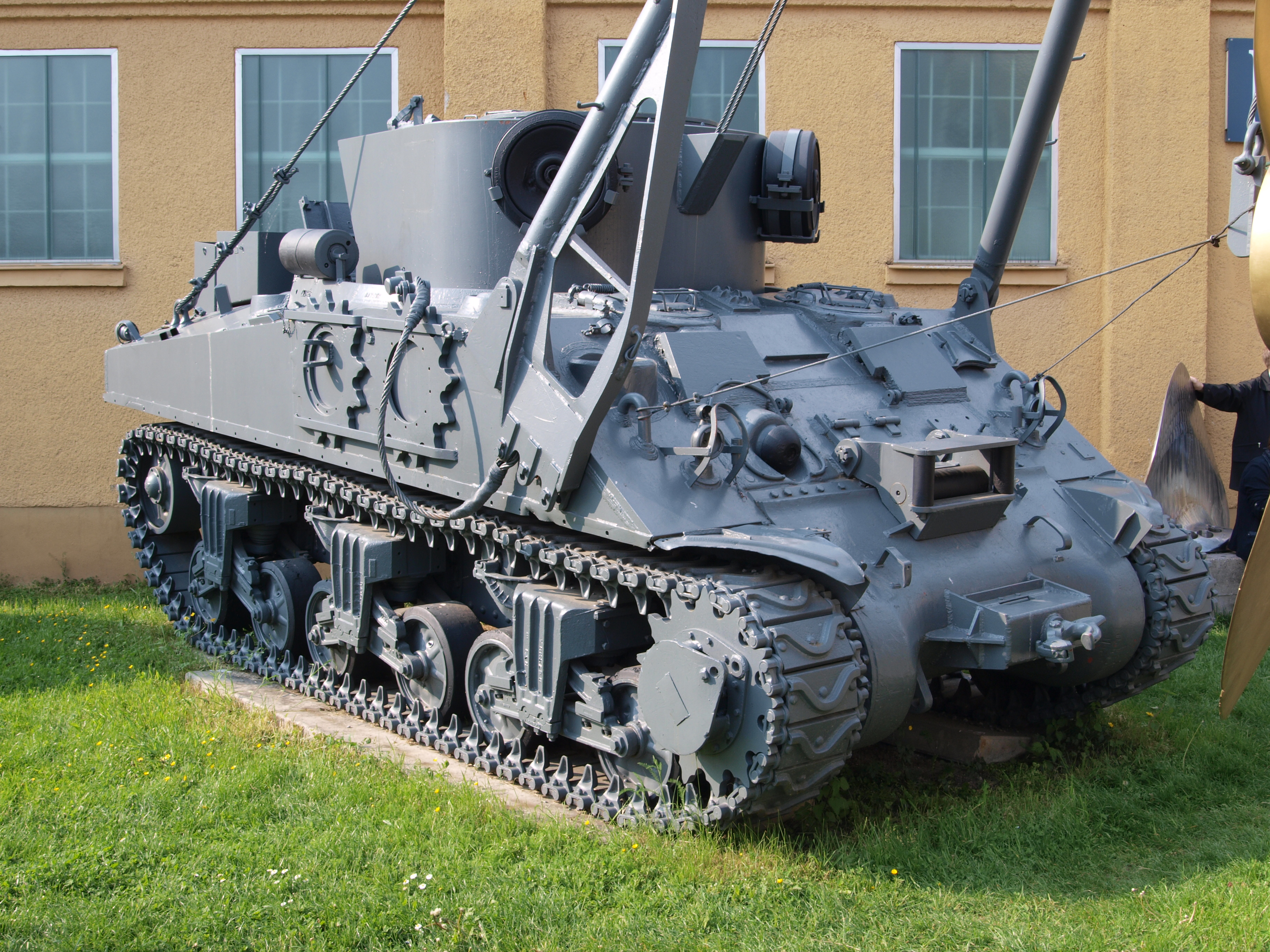
M32B2 戦車回収車

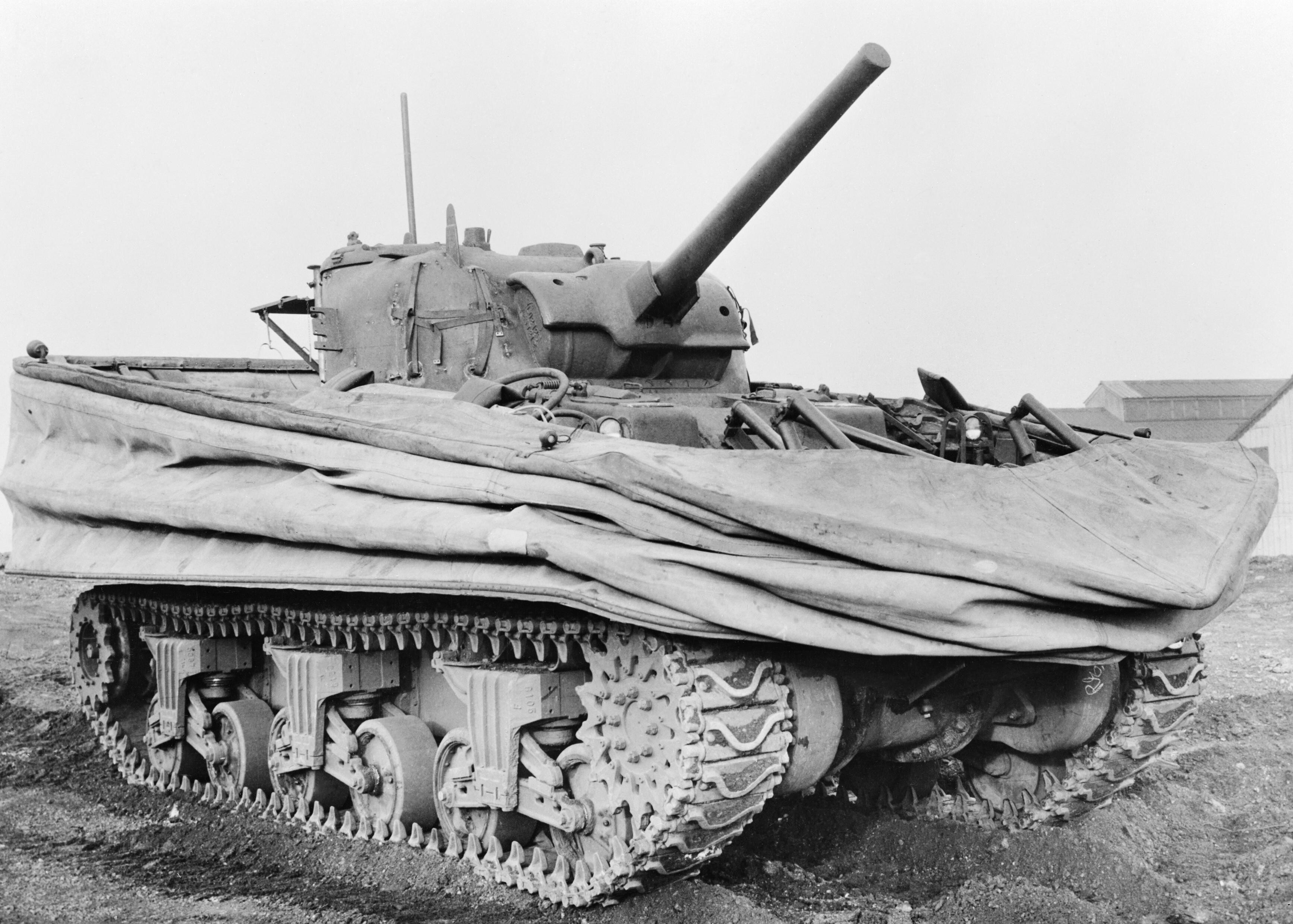
シャーマンDD
（防水スクリーンを下げた状態）

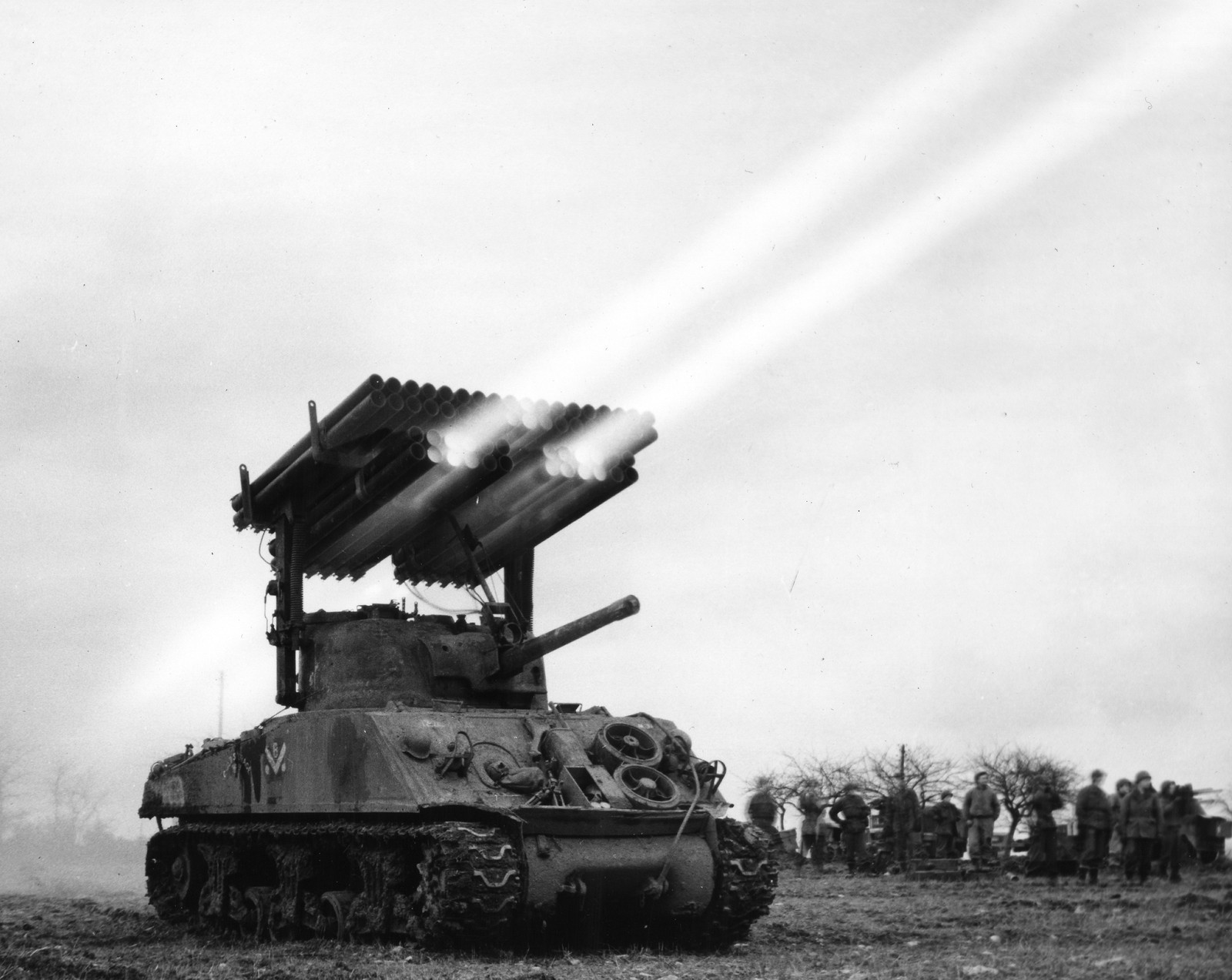
シャーマン・カリオペ
（ロケットランチャー射撃時)

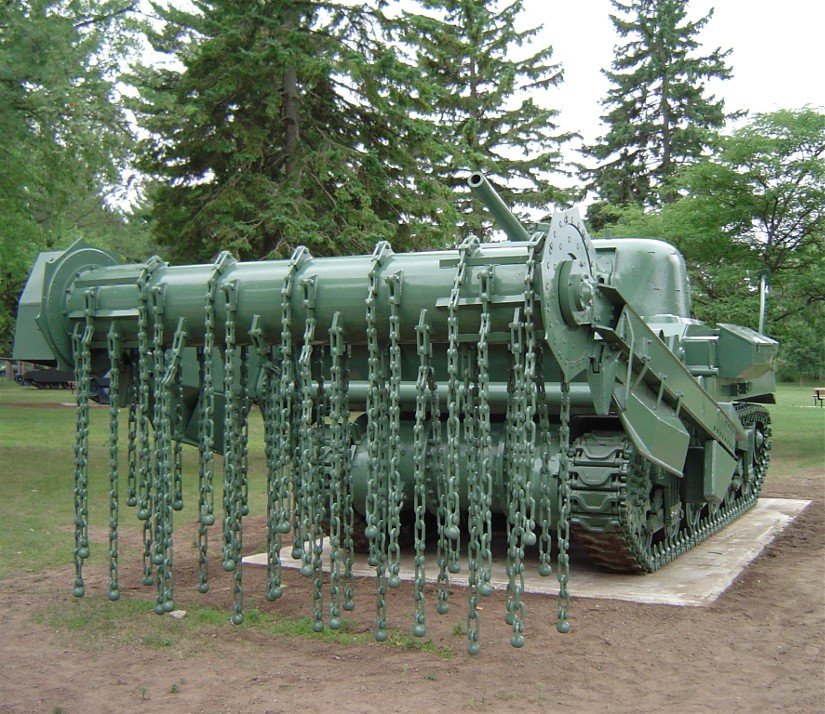
シャーマンフレイル

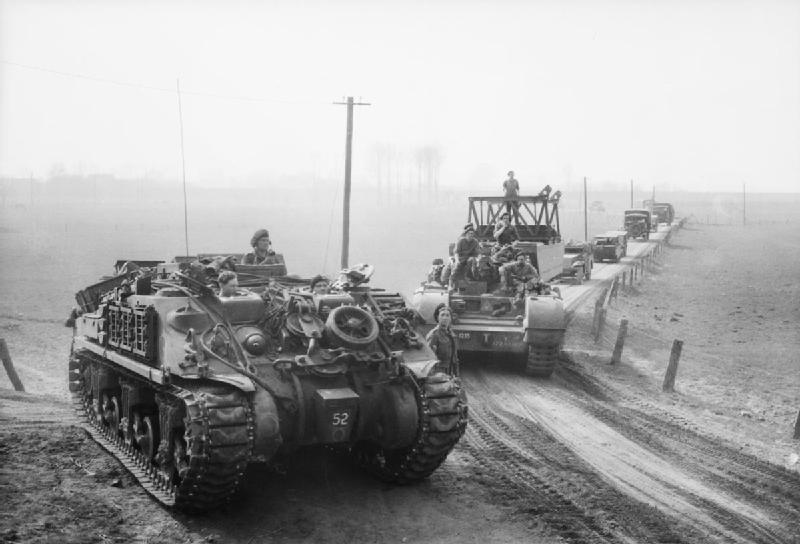
シャーマンARV.I
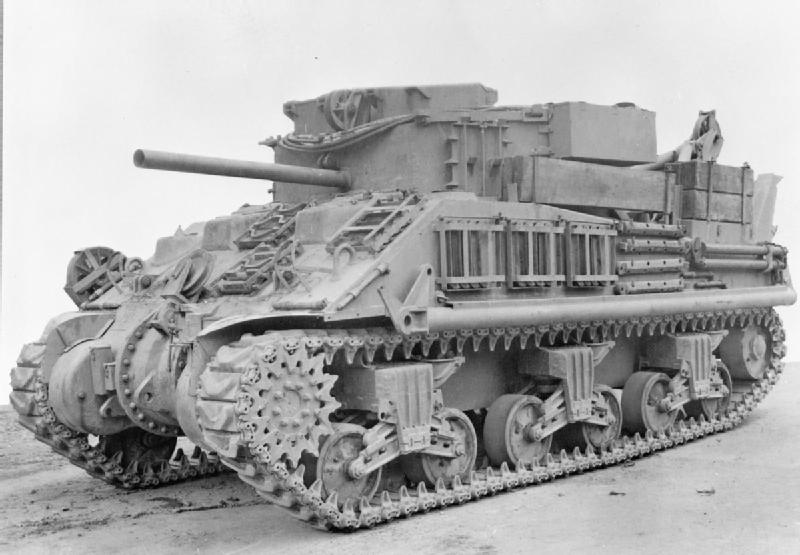
シャーマンARV.II

M4 105mm 突撃戦車
105mm榴弾砲M4を搭載した車輌。
機甲部隊の使用する、機甲歩兵を援護する支援戦車として開発された。歩兵支援だけでなく分厚い防楯と大口径砲を生かした敵陣突破や対戦車戦闘の先鋒として活躍した。当初は75mm砲搭載型と同時に生産が開始される予定だったが、先述の通り、砲架や駐退器の不具合によって開発が遅延し、さらに砲安定装置や砲塔旋回モーターの省略化といった事情から生産時期が先延ばしにされている。
1942年に2両のM4A4を改修し105mm榴弾砲を搭載する改造が行われ、M4A4E1の形式名が付けられアバディーン性能試験場でテストが行われた。この試験で砲架や駐退器の不具合が判明し、改良した砲本体・砲架・防楯をM4初期型に搭載したものが1943年にM4E5の形式名でテストされ、制式化承認され量産される事になった。
量産型は空冷星形ガソリンエンジンで後期仕様ラージハッチ車体のM4(105)、これをHVSSサスペンションに改修したM4(105)HVSS、V型8気筒ガソリンエンジンのM4A3(105)、これをHVSSサスペンションに改修したM4A3(105)HVSSが存在し、1944年2月から生産が開始し、1945年3月までに計4,680両が完成した。
各型式の生産数はM4(105)が800両、M4(105)HVSSが841両、M4A3(105)が500両、M4A3(105)HVSSが2,539両である。
イギリス軍呼称ではM4(105)がシャーマンIB、M4(105)HVSSがシャーマンIBY、M4A3(105)がシャーマンIVB、M4A3(105)HVSSがシャーマンIVBYとなる。
グリズリー巡航戦車
Cruiser Tank Grizzly Mk.I
M4A1（シャーマンII）をカナダのモントリオール・ロコモーティブ・ワークスでライセンス生産するに当たり、装備品などの規格をイギリス・カナダに合わせるための改設計を行った車輌。砲塔後部にNo.19型無線機を格納するための張り出しを設けたり、2インチ発煙弾発射機などが増設されている。
大量生産が予定されていたが、イギリス軍向けに特別なシャーマンを生産することは非効率だと判断され、生産は188輌に止まった。多くはイギリス軍で訓練用の戦車として用いられた。
セクストンII自走砲
ラム巡航戦車の車台を流用した25ポンド砲搭載のセクストンI自走砲に代わる、グリズリー巡航戦車の車台を流用した後期生産型。カナダ軍とイギリス軍で運用された。
スキンク対空戦車
グリズリーIに20mm機関砲4門を搭載した対空戦車。3輌製造された時点でキャンセルされた。
シャーマン ファイアフライ
Sherman Firefly
イギリス軍がシャーマンを改造して17ポンド砲を搭載したもの。
75mm砲の装甲貫通能力が低いため、重装甲のドイツ軍戦車に対抗して75mm砲塔を改造して17ポンド（76.2mm）対戦車砲を搭載した。前期にはM4A4（シャーマンV）、後期には前期型車体またはハイブリッド車体のM4（シャーマンI）から改造された。少数ながらA2やA3からの改造車両もある。
重戦車を仕留めることが可能な火力はドイツ軍にとって脅威であり優先撃破目標に指定されたため、通常の75mm砲型シャーマンの後ろに付いて駆逐戦車的に用いられた。ミハエル・ヴィットマンのティーガーIを撃破したのもこのファイアフライである。
M10ウルヴァリン/M36ジャクソン
M4車体をベースにした駆逐戦車。
M35 装甲牽引車
M10の砲塔を撤去した砲兵トラクター。重砲牽引用の高速牽引車の不足を補うためにM10から改造されて製造された。
M7プリースト 105mm自走榴弾砲
自走105mm榴弾砲車。初期型はM3ベースだが、改良型のB1/B2はM4ベースとなっている。
M7カンガルー 装甲兵員輸送車
主砲を撤去したM7プリーストを装甲兵員輸送車として使用したもの。カナダ軍で使用された。"カンガルー"の名で呼ばれるのはM7をベースとした車両だけではなく、ラム巡航戦車やチャーチル歩兵戦車からも製造されている。
M32 戦車回収車
砲塔を撤去して砲塔形の戦闘室（旋回はできない）を設置し、ウィンチと回収用クレーンを装備した車輌。イスラエルも退役したM1/M50の一部に同様の改造を施している。
M34 装甲牽引車
M32のクレーンを撤去した砲兵トラクター。重砲牽引用の高速牽引車の不足を補うためにM32から改造されて製造されたが、実戦ではほとんど使われなかった。
シャーマンDD
ShermanDD（Duplex Drive）
イギリス軍がノルマンディー上陸作戦のために開発した水陸両用戦車。
車体周囲に展開する防水スクリーンと、後部に誘導輪で駆動する推進用プロペラ2基を備えていたが、沖合いから発進せざるを得なかったDDの大半が波を被って水没した。
シャーマン・カリオペ
砲塔上にT34多連装ロケット砲を搭載した火力支援車両。鉄パイプ製のロケットランチャーは投棄可能で、砲塔による旋回および、砲身と連動しての仰俯角が可能だった。
シャーマン・チューリップ
砲塔側面に航空機用RP-3ロケット弾発射機を装着した火力支援車両で、イギリス軍で使用された。
シャーマンフレイル
地雷処理用のチェーンローラーを装備した車輌。シャーマン・クラブとも。
シャーマン・クロコダイル
火炎放射戦車。車体前面に火炎放射器を搭載し、後ろに火炎放射用燃料を積んだ2輪トレーラーを引いている。主砲も装備されており、普通の戦車としても使える。
シャーマンARV
イギリス軍がシャーマン戦車を改造して製作した装甲回収車。砲塔を撤去して回収機材を搭載したSherman ARV.Iと砲塔を撤去して砲塔に似せた戦闘室を設置したSherman ARV.IIがある。
なお、イギリス軍に供与されたM32戦車回収車はSherman ARV.IIIと呼ばれた。
- シャーマンARV.I
- シャーマンARV.II

### イスラエルでの改造車両

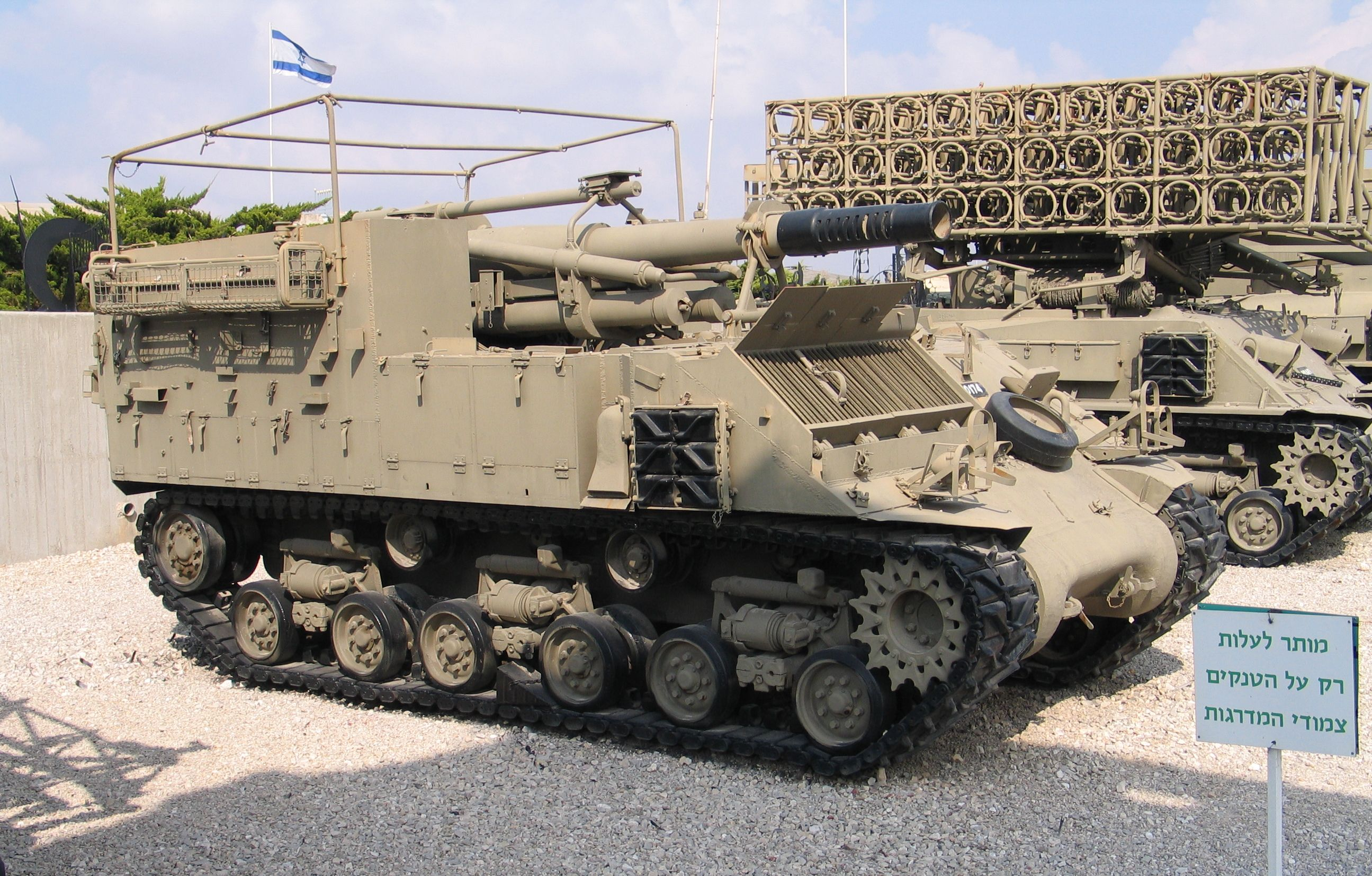
M50 155mm自走榴弾砲

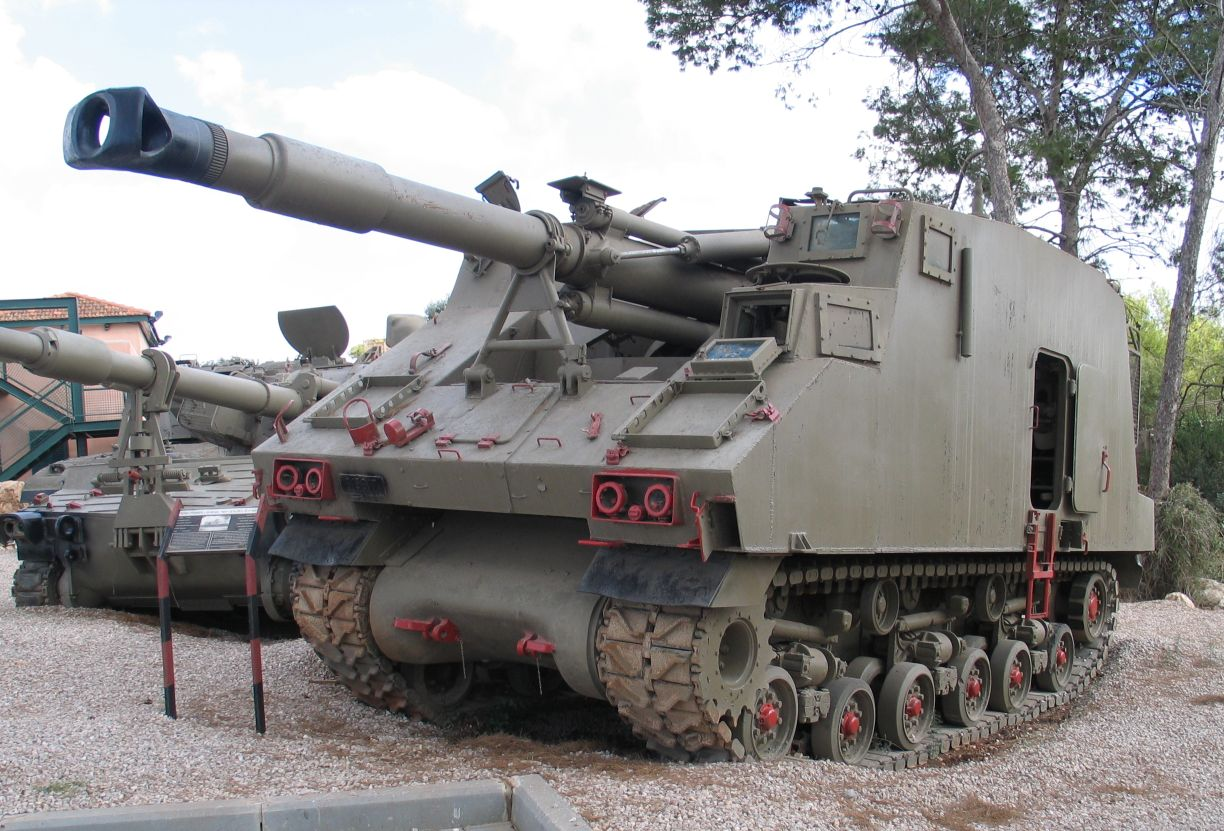
L33 155mm自走榴弾砲

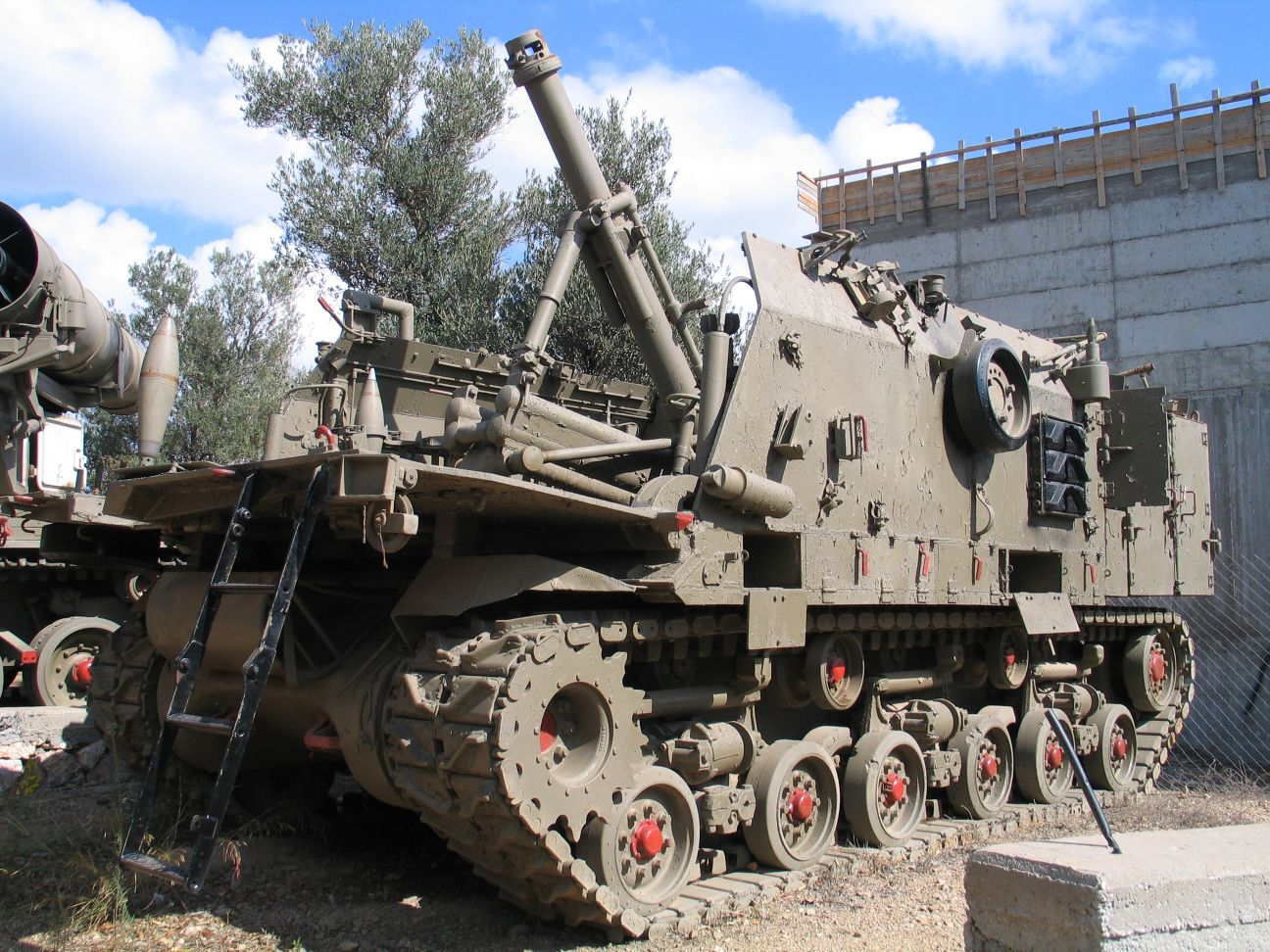
マクマト 160mm自走迫撃砲

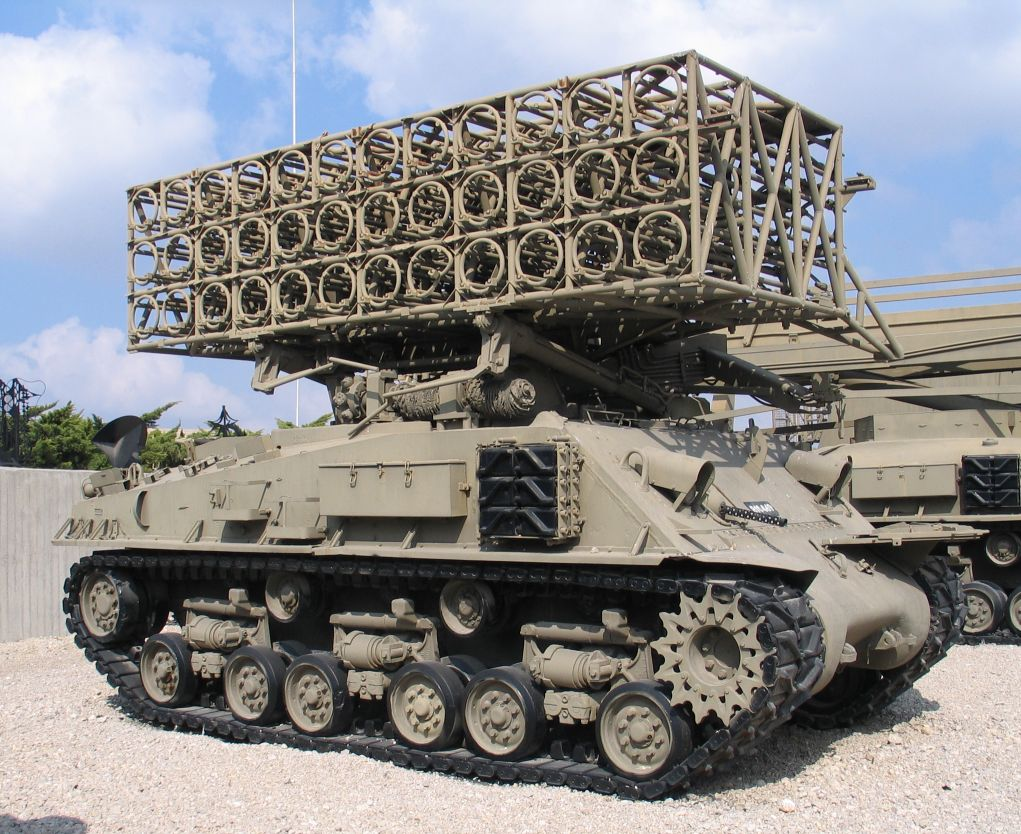
MAR-240
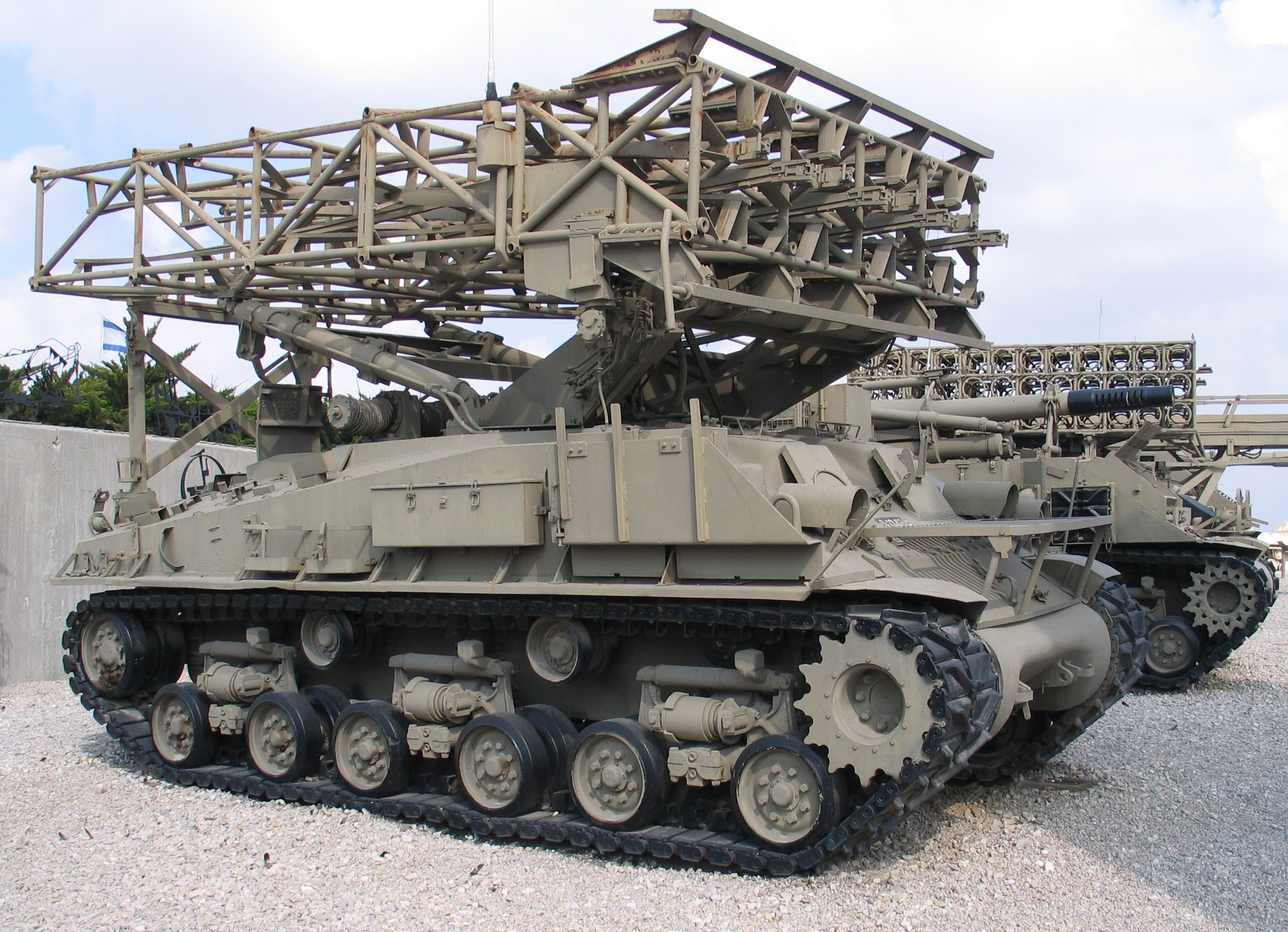
MAR-290

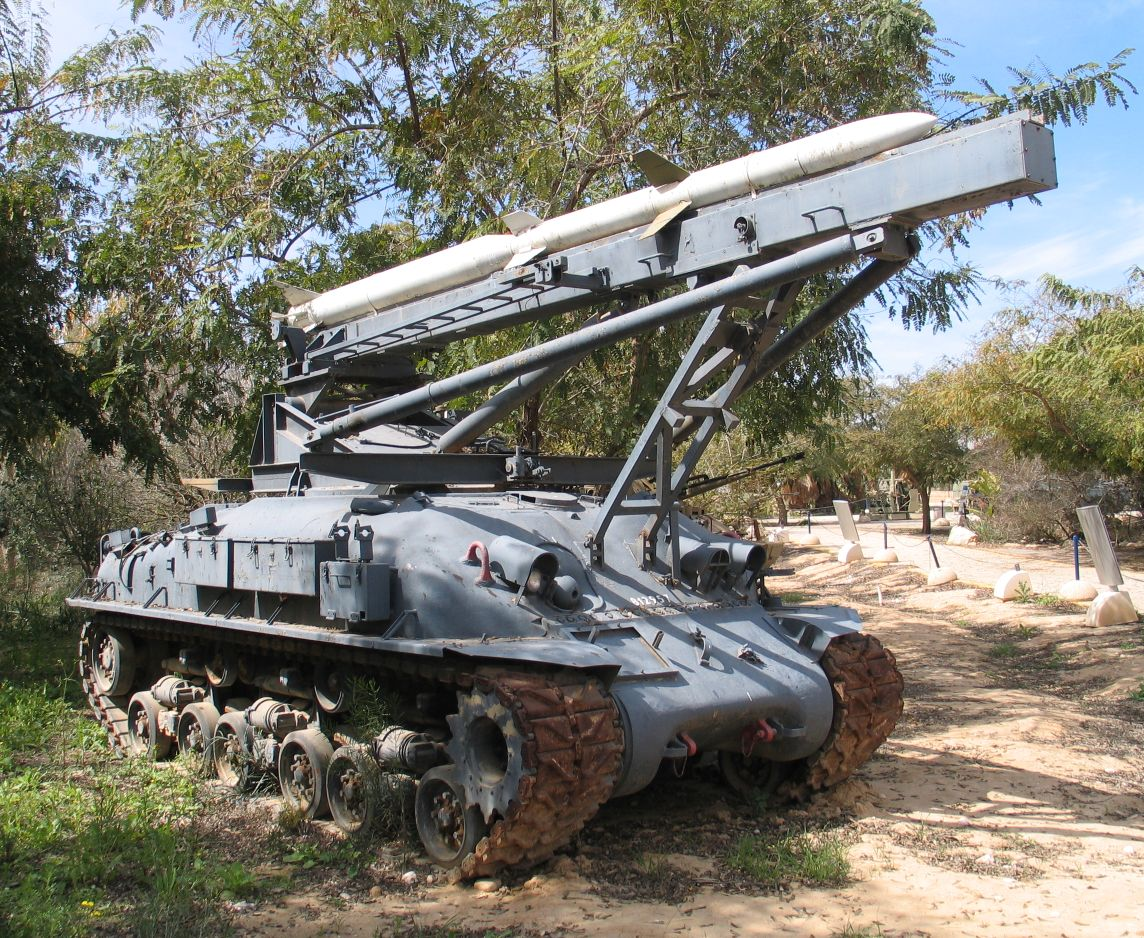
キルション

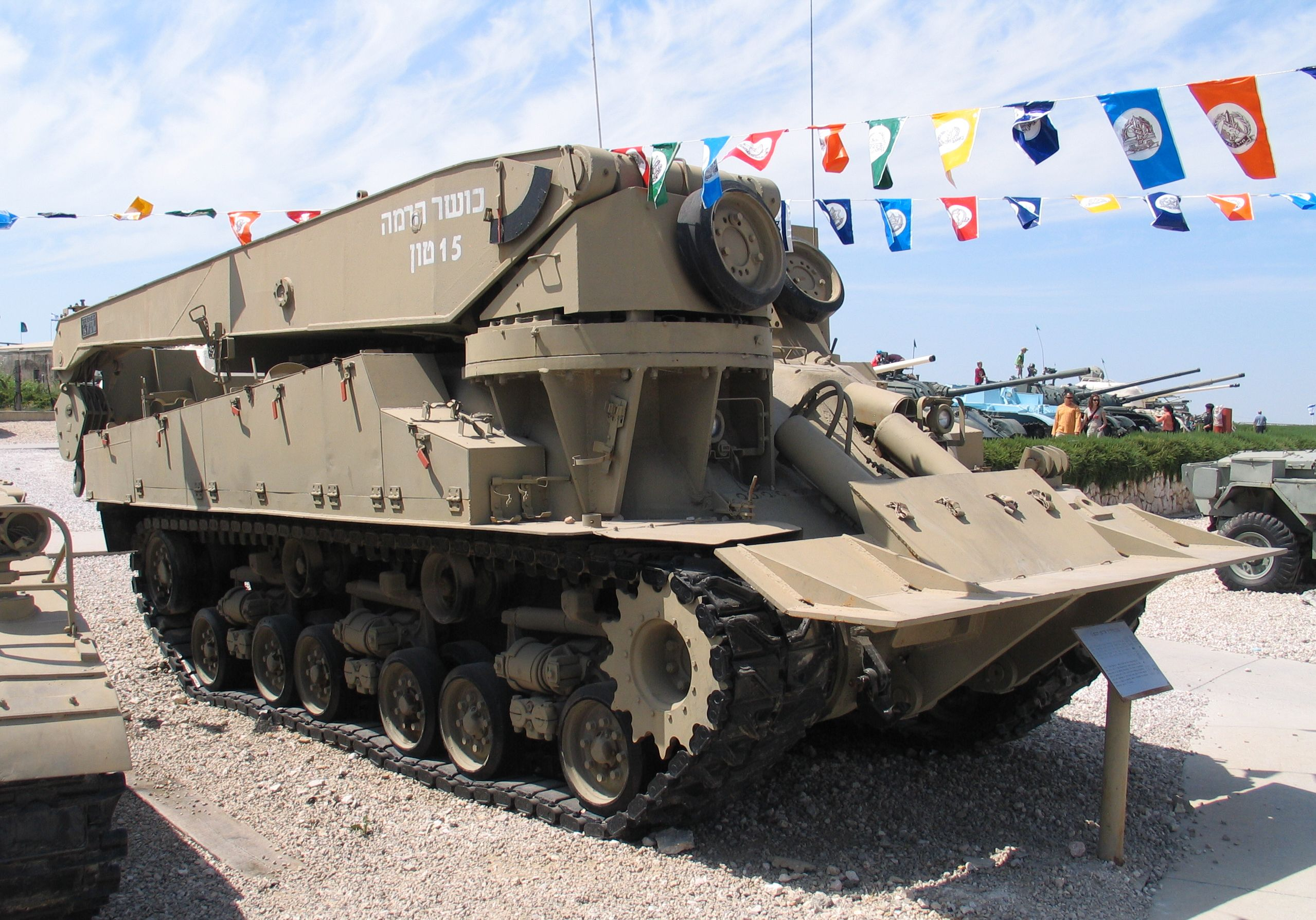
トレイルブレイザー

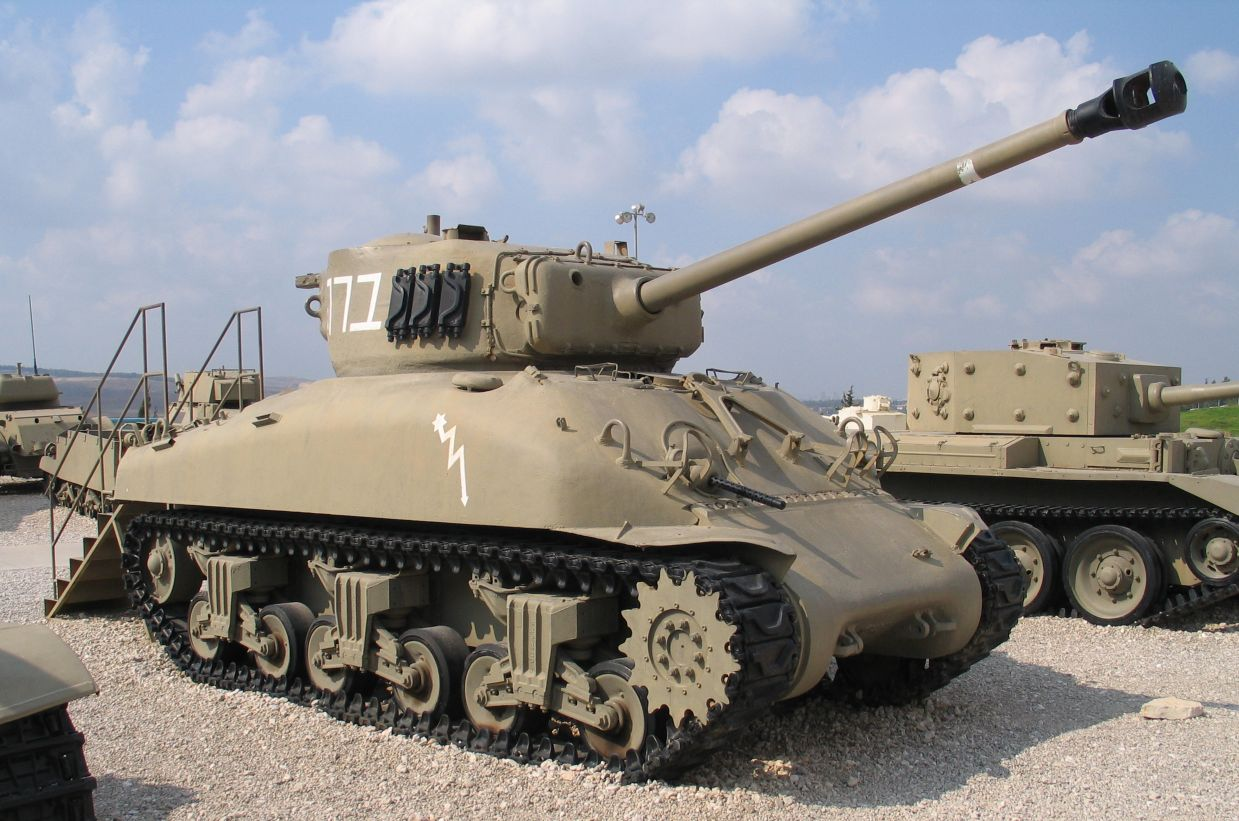
M1スーパーシャーマン
フランス軍が使用していた中古のM4A1(76)WおよびM4A1E8を、イスラエルが60輌（250輌程度とする資料も有る）買い取ったものが、それまで使用していた75mm砲搭載型との差別化のため、搭載砲が76mm戦車砲M1であることからこう呼ばれた。
第二次中東戦争に投入された当時は、足回りがVVSSのものとHVSSのものが混在して使われているのが確認できる。これらは後に全てHVSS化され、さらにM51に大改造された。M51に改造されずに残った一部の車両は、第四次中東戦争時にドーザーブレードを装着した支援車両として使用された。

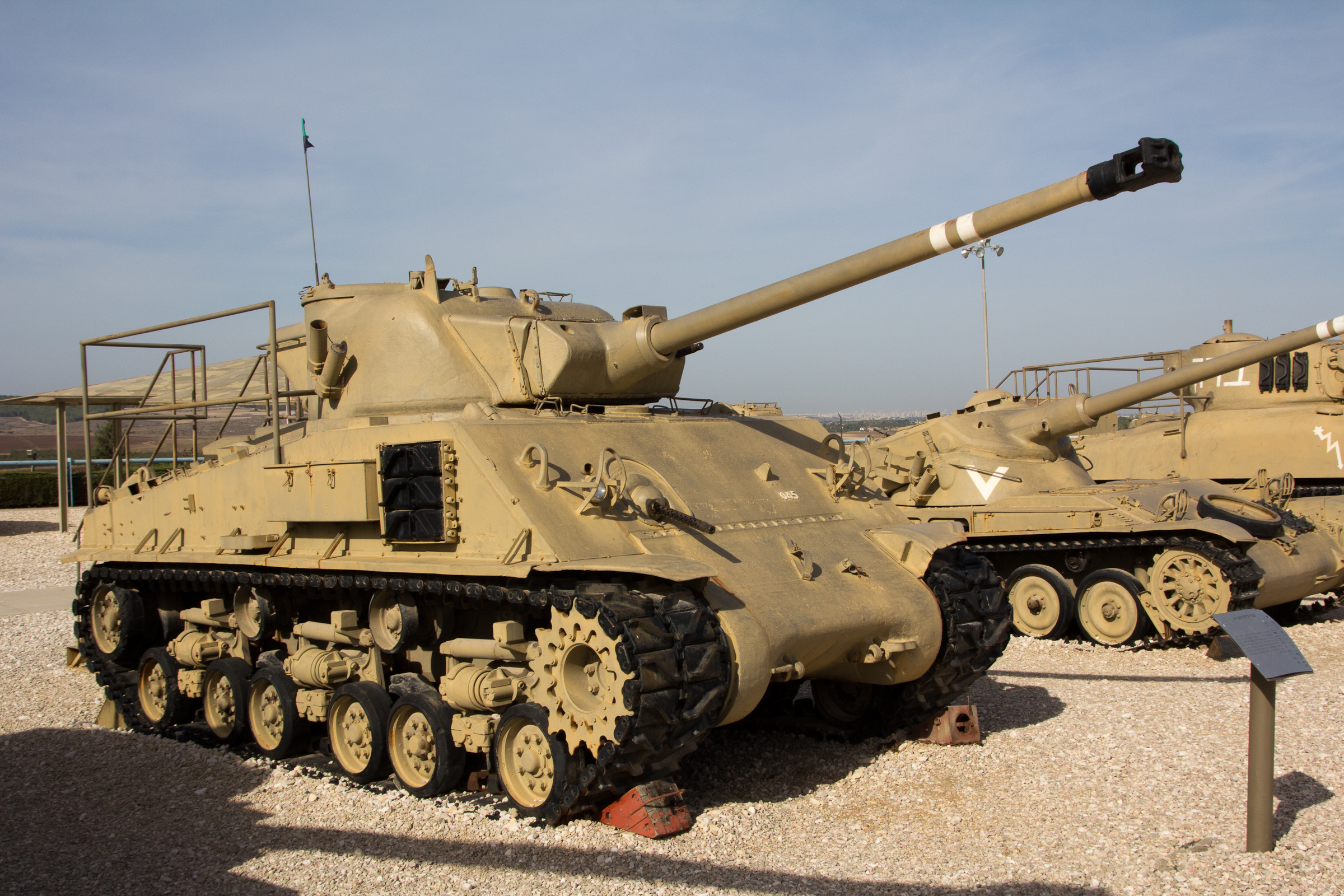
M50スーパーシャーマン
イスラエル国防軍（IDF）が改修したシャーマン。世界中から第一線を退いた各種シャーマン（M50に改造された物はA4が最も多い）を掻き集め、砲塔にフランスのAMX-13と同じ高初速の75mm砲を搭載。砲身長に合わせて砲塔後部のカウンターウエイトも延長されている。また、後期には懸架装置をHVSSに換装し、エンジンをカミンズ製ディーゼルエンジンに換装している。

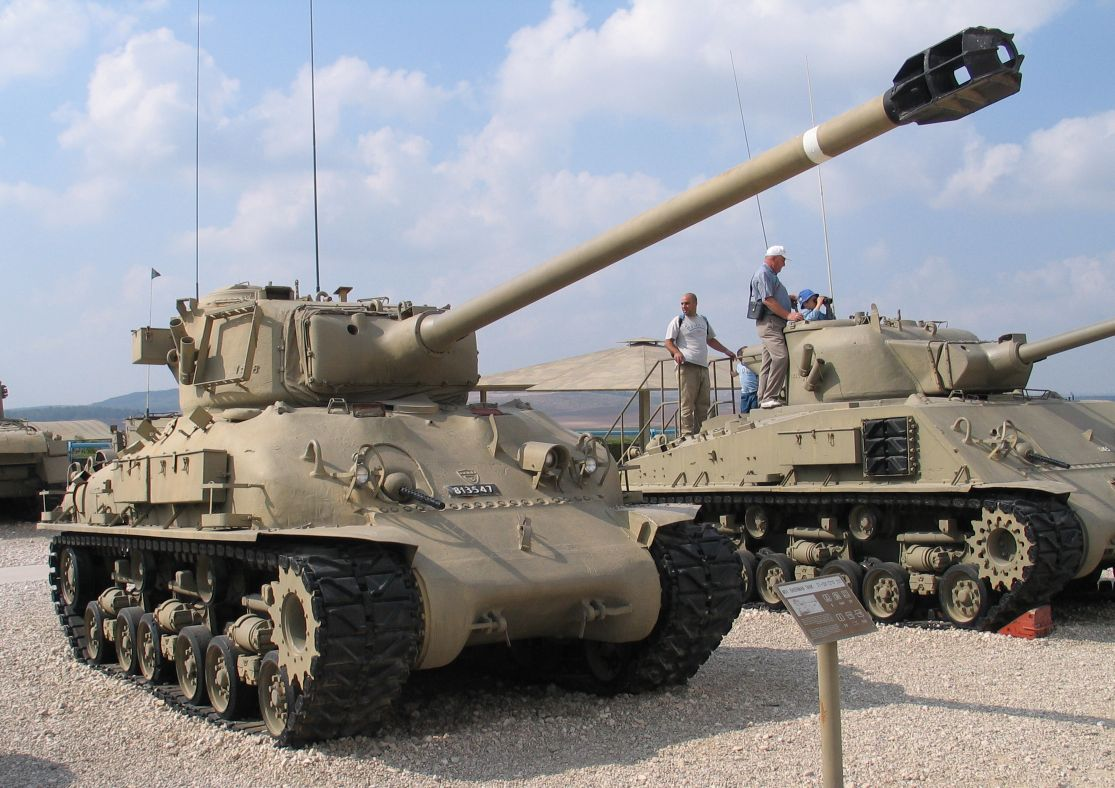
M51スーパーシャーマン
75mm砲塔型がベースのM50に対し、76mm砲搭型のM1シャーマンにフランスがAMX-30用に開発したCN105・F1型56口径105mm戦車砲の砲身短縮型（原型の56口径から44口径に変更）を搭載し、エンジンもカミンズVT8-460ディーゼルエンジンに換装している。
重量バランスを取るため砲塔を後方に延長し、また砲口には反動を抑えるべく板金溶接製の巨大なマズルブレーキを装着したが、それでも105mm砲の反動は強烈であるため、停車し、ギアをニュートラルに入れて車体全体で反動を吸収して射撃したという。また、少数ではあるが鋼板溶接車体のM4A3E8をベースに改造したものもある。
第三次-第四次中東戦争でT-34-85、T-54/55、T-62などを相手に奮戦した。なお一部資料やプラモデル商品名などに見られる「アイシャーマン」という呼称は、M50との区別のために西側ジャーナリストが勝手に命名した物で、実際にはそう呼ばれていない。
M60
M50/M51の主砲を新開発のイスラエル製60mm高速砲に換装した物。チリ陸軍に売却された。
M50 155mm自走榴弾砲
M4A4のエンジンを前部の補助操縦席部分に移して、オープントップの後部にフランス製M50 155mm榴弾砲を搭載した自走榴弾砲。後にHVSSとカミンズエンジンに換装されたがソルタムL33 155mm自走榴弾砲やM107 175mm自走カノン砲に更新され、一部の車体は装甲救急車に改造された。
ソルタムL33 155mm自走榴弾砲
イスラエルのソルタム社が余剰化したM50/M51を改造した自走榴弾砲。密閉式の戦闘室を設け、ソルタム・システムズ製33口径M68 155mm榴弾砲（搭載弾数60発。内16発を即用弾薬架に収容）を搭載。200輛前後が改造されて第四次中東戦争で使用された。
マクマト 160mm自走迫撃砲
ソルタム社がM50/M51を改造した自走迫撃砲。車体を大型の戦闘室に改装、ソルタム・システムズ製のM66 160mm迫撃砲（搭載弾数56発）を搭載したものである。
シャーマンMRL
砲塔を外して多連装ロケット砲を装備した車輌。
鹵獲したソ連製の多連装ロケット砲BM-24（カチューシャ）のロケット弾をコピーした240mmロケット弾36連装ランチャーを搭載したMAR-240と、290mmロケット弾4連装ランチャーを搭載したMAR-290とが存在する。
MAR-290にはショットを基にした車輌も存在するがMLRSに更新されて現役装備から外された。
- MAR-240
- MAR-290

キルション
砲塔を外してAGM-45 シュライク対レーダーミサイル発射機を装備した車輌。
トレイルブレイザー
スーパーシャーマンの車体に大型クレーンを搭載した装甲回収車。

### その他
この他にも、フランスのBatignolle-Chatillon社による改造で、シャーマンの車体にフランス製AMX-13軽戦車の砲塔を搭載した「ニコイチ」戦車がエジプト軍に配備され、第二次中東戦争でイスラエル国防軍がM4A1(76)の砲塔にAMX-13の主砲を搭載したM50スーパーシャーマンと交戦した。これはM4A1後期型車体を使った試作型「M4A1 Revalorisé FL10」が最初に作られ、後にM4A4の車体にM4A2用のディーゼルエンジンを載せて改修したものが、1955年頃にエジプトに売却された。

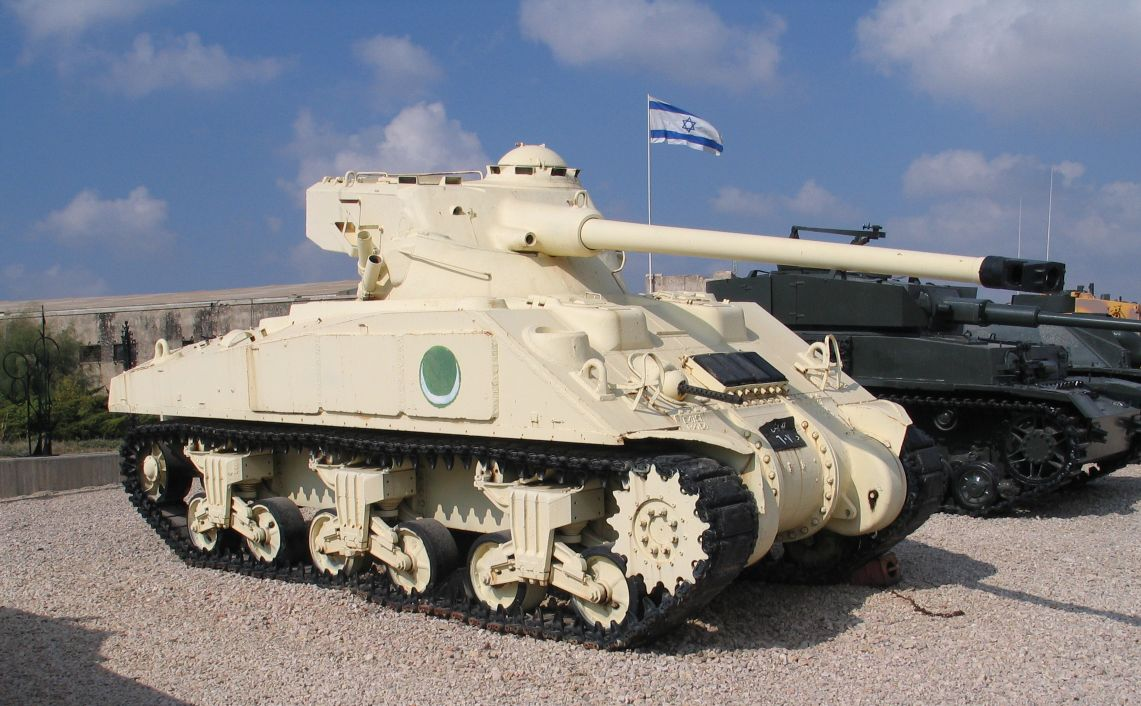
エジプト陸軍向けの改造戦車 M4A4の車体にM4A2のエンジンを載せ、AMX-13の砲塔を搭載
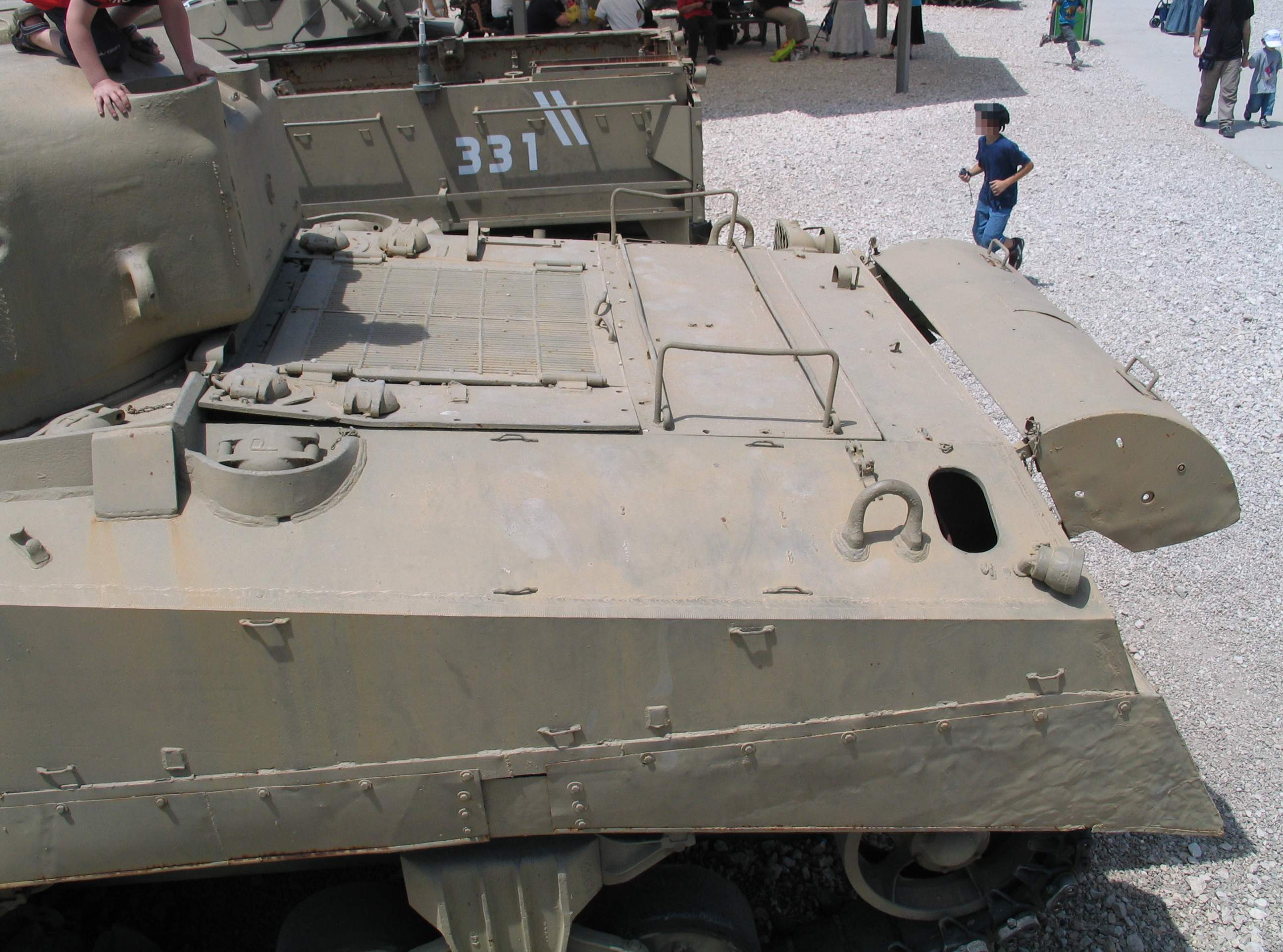
エジプト軍のシャーマンのエンジンデッキ。M4A4車体だが、エンジン部とデッキはM4A2の物に交換されている事がわかる。